# Liste der Biografien/Cast
Liste der Biografien |
Portal Biografien |
Personensuche
# |
A |
B |
C |
D |
E |
F |
G |
H |
I |
J |
K |
L |
M |
N |
O |
P |
Q |
R |
S |
T |
U |
V |
W |
X |
Y |
Z |
?
 
Ca |
Cb |
Cc |
Ce |
Ch |
Ci |
Cj |
Ck |
Cl |
Cm |
Cn |
Co |
Cr |
Cs |
Ct |
Cu |
Cv |
Cw |
Cy |
Cz
 
Caa–Cag |
Cah |
Cai |
Caj |
Cak |
Cal |
Cam |
Can |
Cao–Cap |
Caq |
Car |
Cas |
Cat–Caz
 
Casa |
Casc |
Casd |
Case |
Casg |
Cash |
Casi |
Cask |
Casl |
Casm |
Casn |
Caso |
Casp |
Casq |
Casr |
Cass |
Cast |
Casu |
Casw |
Casz
Die Liste der Biografien führt alle Personen auf, die in der deutschsprachigen Wikipedia einen Artikel haben. Dieses ist eine Teilliste mit 919 Einträgen von Personen, deren Namen mit den Buchstaben „Cast“ beginnt.

## Cast
- Cast, Joachim (* 1968), deutscher Fußballspieler
- Cast, Kristin (* 1986), US-amerikanische Autorin
- Cast, Phyllis Christine (* 1960), US-amerikanische Autorin
- Cast, Tricia (* 1966), US-amerikanische Schauspielerin

### Casta
- Casta, Laetitia (* 1978), französische SchauspielerinLaetitia Casta (* 1978)

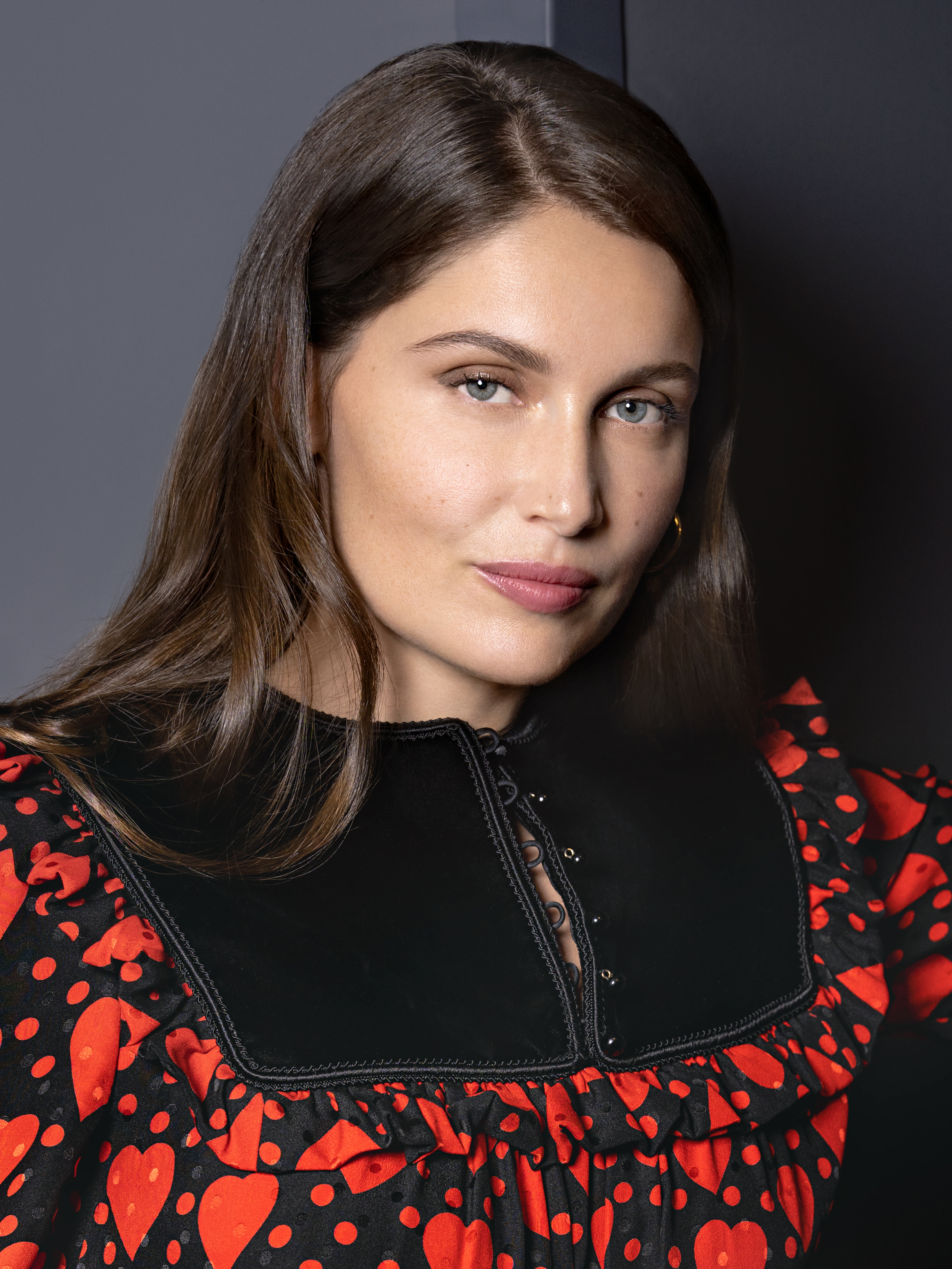
Laetitia Casta (* 1978)

- Casta, Léa (* 2006), französische Snowboarderin
- Castagna, Domingo Salvador (* 1931), argentinischer Geistlicher, Alterzbischof von Corrientes
- Castagna, Ludwig (1867–1944), österreichischer Mechaniker und Erfinder
- Castagnary, Jules-Antoine (1830–1888), französischer Journalist, Kunstkritiker und Politiker
- Castagne, Pat (1916–2000), trinidadischer Komponist
- Castagne, Timothy (* 1995), belgischer Fußballspieler
- Castagner, Ilario (1940–2023), italienischer Fußballspieler und -trainer
- Castagnet, Mathieu (* 1986), französischer Squashspieler
- Castagnet, Yves (* 1964), französischer Organist
- Castagneto, Giovanni Battista (1851–1900), brasilianisch-italienischer Maler
- Castagnetta, Grace S., amerikanische Komponistin, Pianistin, Schriftstellerin, Klavierlehrerin und Arrangeurin
- Castagnetti, Alberto (1943–2009), italienischer Schwimmer und Schwimmtrainer
- Castagnetti, Giacomina (1925–2024), italienische Widerstandskämpferin
- Castagno, Andrea del († 1457), italienischer Maler der Renaissance
- Castagnola, Bartolomé (* 1970), argentinischer Polospieler
- Castagnola, Luigi (* 1953), italienischer Wasserballspieler
- Castagnoli, Claudio (* 1980), Schweizer WrestlerClaudio Castagnoli (* 1980)

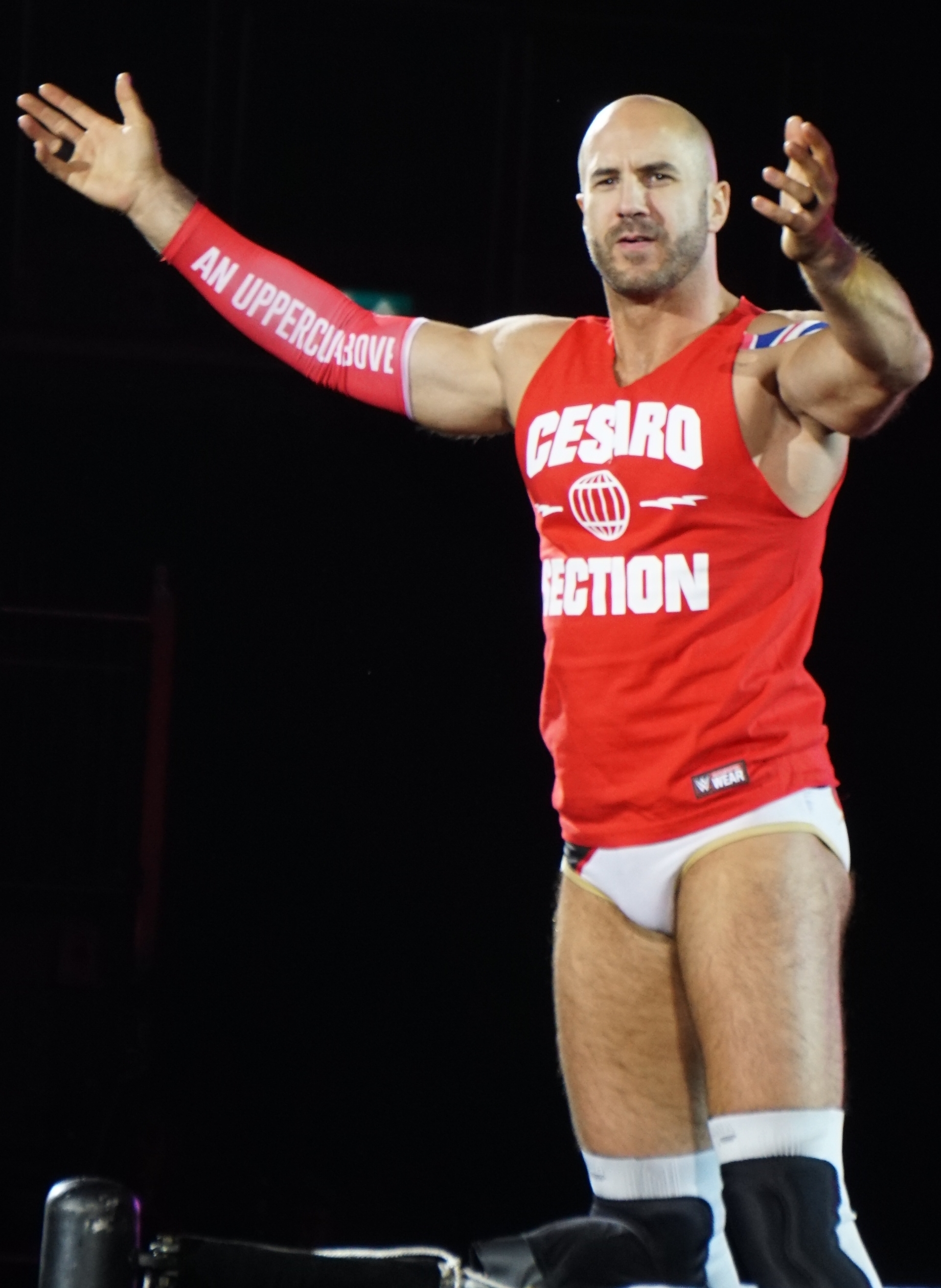
Claudio Castagnoli (* 1980)

- Castagnoli, Giulio (* 1958), italienischer Komponist
- Castagnoli, Luca (* 1975), italienischer Philosoph und Klassischer Philologe
- Castaigne, André (1861–1929), französisch-US-amerikanischer Maler
- Castaignos, Luc (* 1992), niederländischer Fußballspieler
- Castaing, Francis (* 1959), französischer Radrennfahrer
- Castaing, Raimond (1921–1998), französischer Physiker
- Castaing-Taylor, Lucien (* 1966), britischer Anthropologe und Videokünstler
- Castaingdebat, Armando (* 1959), uruguayischer Politiker
- Castaldi, Alfonso (1874–1942), italienisch-rumänischer Komponist, Dirigent und Musikpädagoge
- Castaldi, Bellerofonte († 1649), italienischer Komponist, Schriftsteller und Lautenist
- Castaldi, Jean-Pierre (* 1944), französischer SchauspielerJean-Pierre Castaldi (* 1944)

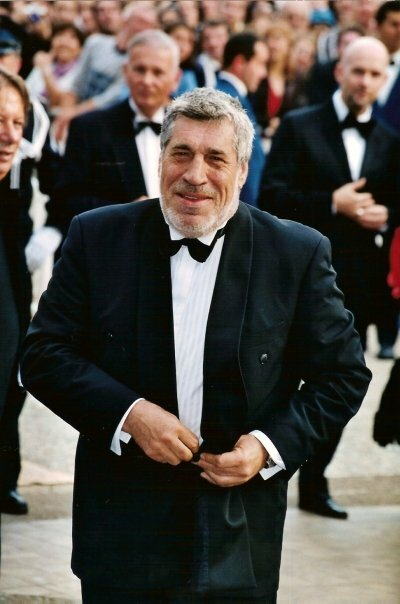
Jean-Pierre Castaldi (* 1944)

- Castaldi, Vincenzo (1916–1970), italienischer Schachspieler
- Castaldini, Alberto (* 1970), italienischer Historiker, Volkskundler und Journalist
- Castaldo, Alessandro, deutscher American-Football-Spieler
- Castaldo, Alfonso (1890–1966), italienischer Geistlicher, Erzbischof von Neapel und Kardinal
- Castaldo, Fabio Massimo (* 1985), italienischer Politiker
- Castaldo, Giovanni Battista (1493–1563), italienischer Condottiere und General
- Castaldo, Matteo (* 1985), italienischer Ruderer
- Castan, Edgar (1931–2021), deutscher Wirtschaftswissenschaftler und Professor für Betriebswirtschaftslehre
- Castan, Ernst (1871–1948), deutscher Politiker (SPD), MdL
- Castan, Gustave (1823–1892), Schweizer Landschaftsmaler, Kupferstecher und Lithograph
- Castán, Leandro (* 1986), brasilianischer Fußballspieler
- Castan, Pierre (1899–1985), Schweizer Chemiker
- Castañé, Berta (* 2002), spanische Schauspielerin und Model
- Castaneda Castro, Salvador (1888–1965), Präsident von El Salvador
- Castañeda de Mora, Rosa, guatemaltekische Sozialaktivistin und Politikerin
- Castañeda de Nájera, Pedro de, spanischer Chronist
- Castañeda Guerra, Alida (* 1948), peruanische Journalistin, Übersetzerin, Essayistin und Dichterin
- Castañeda Lossio, Luis (1945–2022), peruanischer Kommunalpolitiker, Bürgermeister von Lima
- Castañeda y Álvarez de la Rosa, Jorge (1921–1997), mexikanischer Botschafter
- Castañeda, Anicka (* 1999), philippinische Fußballspielerin
- Castaneda, Carlos (1925–1998), US-amerikanischer Anthropologe und Schriftsteller
- Castañeda, Cristián (* 1968), chilenischer Fußballspieler
- Castañeda, David (* 1989), mexikanisch-amerikanischer SchauspielerDavid Castañeda (* 1989)

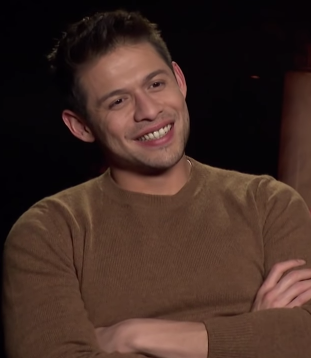
David Castañeda (* 1989)

- Castañeda, Edmar (* 1978), kolumbianischer Jazzmusiker
- Castañeda, Felipe, mexikanischer Fußballtorhüter
- Castañeda, Frank (* 1994), kolumbianischer Fußballspieler
- Castañeda, Gabriel (* 1979), österreichischer Drehbuchautor, Kabarettist und Moderator
- Castañeda, Gerardo (* 1945), chilenischer Fußballspieler
- Castañeda, Guadalupe (* 1965), mexikanischer Fußballspieler
- Castañeda, Hector-Neri (1924–1991), guatemaltekischer Philosoph und Begründer der Zeitschrift Noûs
- Castañeda, Jaime (* 1986), kolumbianischer Radrennfahrer
- Castaneda, Jean (* 1957), französischer Fußballspieler
- Castañeda, Jhon (* 1992), kolumbianischer Leichtathlet
- Castañeda, Jorge (* 1953), mexikanischer Politiker, Publizist und Wissenschaftler, ehemaliger Außenminister Mexikos
- Castañeda, José (* 1952), mexikanischer Radrennfahrer
- Castañeda, Julio (* 1985), argentinischer Biathlet
- Castañeda, Leopoldo (* 1970), mexikanischer Fußballspieler
- Castañeda, Martín (* 1963), mexikanischer Fußballspieler
- Castaneda, Movita (1916–2015), US-amerikanische Filmschauspielerin mexikanischer Herkunft
- Castañeda, Patricio (* 1986), chilenischer Fußballspieler
- Castañeda, Raúl (1982–2017), mexikanischer Boxer
- Castañeda, Santiago (* 2004), US-amerikanisch-kolumbianischer Fußballspieler
- Castañeda, Sebastián de, Konventsgründer
- Castañeda, Thom (* 1982), österreichischer Komponist und Pianist
- Castaneda, Troy (* 1989), US-amerikanischer Automobilrennfahrer
- Castañeda, Víctor (* 1938), chilenischer Fußballspieler
- Castañeda, Víctor Hugo (* 1962), chilenischer Fußballspieler
- Castaner, Christophe (* 1966), französischer Politiker, Mitglied der Nationalversammlung
- Castanet, Paul (1880–1967), französischer Langstreckenläufer
- Castanet, Pierre Albert (* 1956), französischer Musikwissenschaftler und Komponist
- Castang, Seb (* 1980), britischer Schauspieler
- Castanheda, Fernão Lopes de († 1559), portugiesischer Historiker
- Castanheira, Bruno (1977–2014), portugiesischer Radrennfahrer
- Castanho de Almeida, José Carlos (1930–2022), brasilianischer Geistlicher und römisch-katholischer Bischof von Araçatuba
- Castanho, Amaury (1927–2006), brasilianischer Geistlicher und römisch-katholischer Bischof von Jundiaí
- Castanier, Jean-Baptiste (1877–1943), französischer römisch-katholischer Geistlicher und Bischof von Osaka
- Castaño Arbeláez, José Alejandro (* 1945), kolumbianischer Ordensgeistlicher, emeritierter römisch-katholischer Bischof von Cartago
- Castaño Fonseca, Adolfo Miguel (* 1962), mexikanischer Geistlicher und römisch-katholischer Bischof von Azcapotzalco
- Castaño Gil, Carlos (1965–2004), kolumbianischer Paramilitär und Gründer der ACCU und AUC
- Castaño Gil, Fidel (1951–1994), kolumbianischer Drogenhändler und rechter Paramilitär
- Castaño Gil, Vicente (* 1957), kolumbianischer Drogenhändler und rechter Paramilitär
- Castaño Panadero, Carlos (* 1979), spanischer Radrennfahrer
- Castaño Rubio, Jorge Iván (1935–2025), kolumbianischer römisch-katholischer Ordensgeistlicher, Weihbischof in Medellín
- Castaño, Brian (* 1989), argentinischer Boxer im Halbmittelgewicht
- Castaño, Catalina (* 1979), kolumbianische Tennisspielerin
- Castaño, Diana (* 1983), spanische Volleyballspielerin
- Castano, Ernesto (1939–2023), italienischer Fußballspieler
- Castaño, Jesús (* 1986), kolumbianischer Straßenradrennfahrer
- Castaño, Kevin (* 1999), kolumbianischer Fußballspieler
- Castaño, Miguel (1883–1936), spanischer Journalist, Politiker und Zeitungsverleger
- Castaño, Yolanda (* 1977), spanische Autorin
- Castañón, José Manuel (1920–2001), spanischer Schriftsteller
- Castanon, Joseph (* 1997), US-amerikanischer Schauspieler
- Castaños, Francisco Javier (1756–1852), spanischer Herzog und General

### Castb
- Castberg von der Lippe, Hanna (1872–1926), norwegische Schriftstellerin und Frauenrechtlerin
- Castberg, Aage Stabell (1874–1957), norwegischer Major und Genealoge
- Castberg, Anna (* 1948), dänische Hochstaplerin und ehemalige Museumsdirektorin
- Castberg, Christopher (1833–1900), norwegischer Reeder und Walfänger
- Castberg, Frede (1893–1977), norwegischer Jurist
- Castberg, Johan (1862–1926), norwegischer Richter und Sozialpolitiker
- Castberg, Johan Christian (1911–1988), norwegischer Zeichner und Maler
- Castberg, Johan Christian Tandberg (1827–1899), norwegischer Zollbeamter, Zeitungsgründer, Bürgermeister und Parlamentsabgeordneter
- Castberg, Leif (1876–1950), norwegischer Rechtsanwalt und Politiker
- Castberg, Oscar (1846–1917), norwegischer Bildhauer und Landschaftsmaler
- Castberg, Peter Atke (1779–1823), dänischer Arzt und Professor, welcher die moderne Gehörlosenbildung in Dänemark begründete
- Castberg, Peter Harboe (1844–1926), norwegischer Bankdirektor und Autor
- Castberg, Peter Hersleb Harboe (1794–1858), norwegischer Offizier, Pfarrer, Bürgermeister und Parlamentsabgeordneter
- Castberg, Sissel (1927–1988), norwegische Schriftstellerin, Journalistin und Aktivistin der Lesbenbewegung
- Castberg, Torgrim (1874–1928), norwegischer Geiger, Musiklehrer und Musikdirektor
- Castberg, Tycho (1872–1948), norwegischer Seelsorger und Friedensaktivist
- Castberg, Tycho (1900–1982), norwegischer Architekt

### Caste

#### Castec
- Castec, Sandrino (1960–2024), chilenischer Fußballspieler

#### Casted
- Castedo, David (* 1974), spanischer Fußballspieler

#### Castee
- Casteel, Homer H. (1878–1958), US-amerikanischer Politiker
- Casteels, Eddy (* 1960), belgischer Basketballtrainer
- Casteels, Koen (* 1992), belgischer FußballtorhüterKoen Casteels (* 1992)

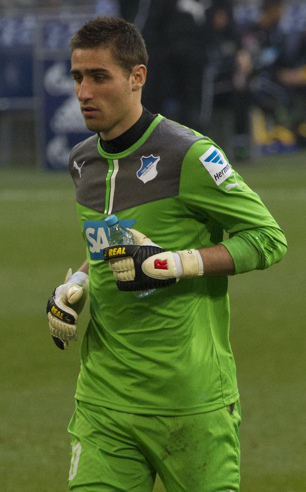
Koen Casteels (* 1992)

#### Castej
- Castejón Espinosa, Antonio (1896–1979), spanischer Offizier auf Seiten Francos während des Spanischen Bürgerkriegs
- Castejón, Joan (* 1945), spanischer Maler, Grafiker und Bildhauer

#### Castel
- Castel de Saint-Pierre, Charles Irénée (1658–1743), französischer Geistlicher, Publizist, Philosoph und Schriftsteller
- Castel, Alexianne (* 1990), französische Schwimmerin
- Castel, Corinne, französische Archäologin
- Castel, Jean († 1476), französischer Benediktiner und Schriftsteller
- Castel, Léa (* 1988), französische Contemporary-R&B-Sängerin
- Castel, Lily (* 1937), belgische Sängerin
- Castel, Lou (* 1943), schwedisch-italienischer Schauspieler
- Castel, Louis-Bertrand (1688–1757), französischer Cartesianer, Gegner des Newtonschen Systems
- Castel, Nico (1931–2015), portugiesisch-amerikanischer Opernsänger (Tenor), Gesangspädagoge und Sprachlehrer
- Castel, René (1758–1832), französischer Dichter und Naturforscher
- Castel, Robert (1933–2013), französischer Soziologe
- Castel-Barco, Sigmund Carl von (1661–1708), Bischof von Chiemsee
- Castel-Bloom, Orly (* 1960), israelische Autorin
- Castel-Branco, Carlos Nuno (* 1960), mosambikanischer Politikwissenschaftler, Wirtschaftswissenschaftler, Publizist und Menschenrechtsaktivist
- Castel-Branco, João Roiz de († 1515), portugiesischer Dichter der Renaissance
- Castelar, Emilio (1832–1899), spanischer Schriftsteller und Politiker
- Castelbajac, Claire de (1953–1975), französische, römisch-katholische Restauratorin und Diener Gottes
- Castelbajac, Jean-Charles de (* 1949), französischer Mode- und IndustriedesignerJean-Charles de Castelbajac (* 1949)

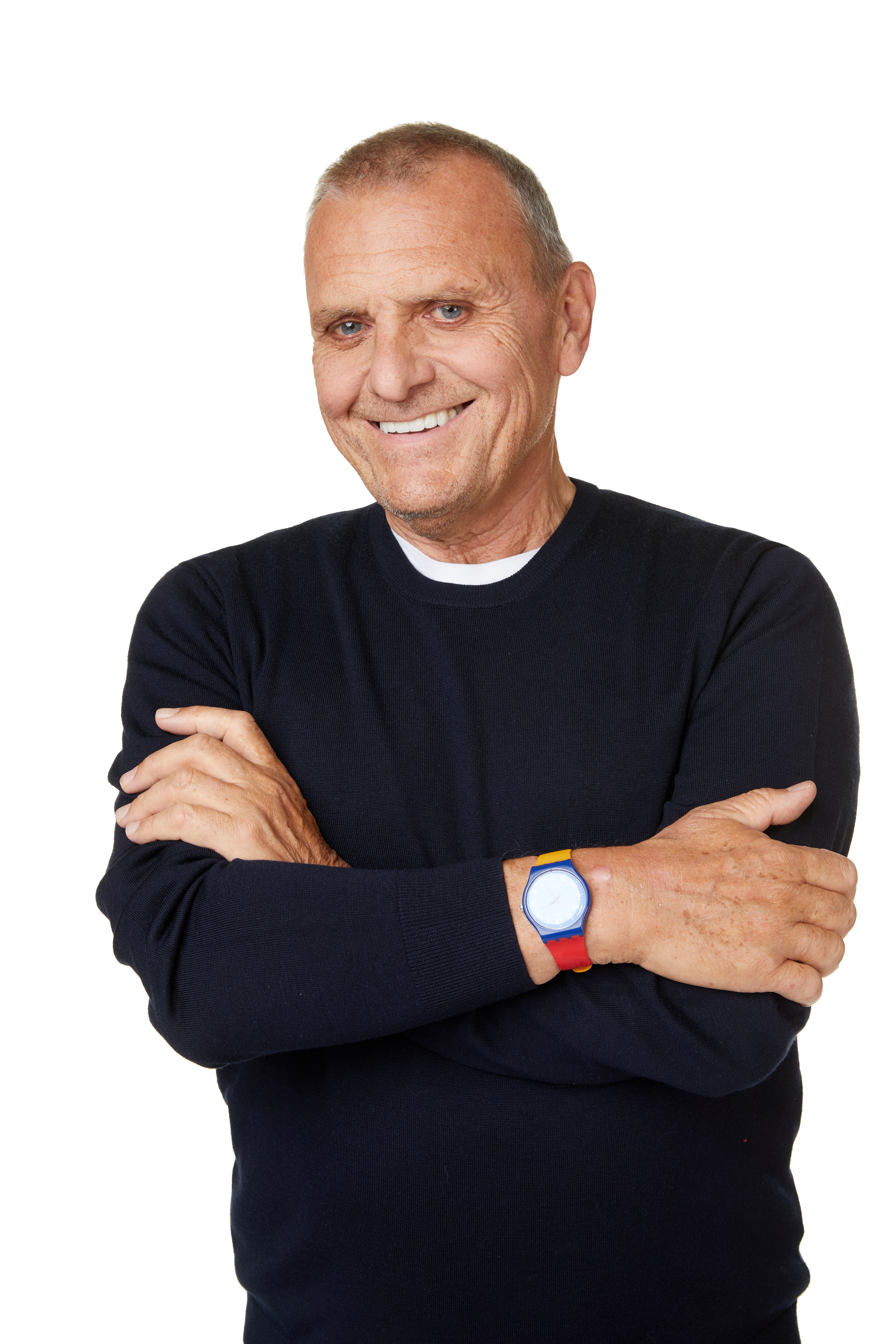
Jean-Charles de Castelbajac (* 1949)

- Castelbarco, Carlo (1911–1988), italienischer Adeliger und Automobilrennfahrer
- Castelbarco, Guglielmo di († 1320), italienischer Feudalherr, Condottiere, Mäzen
- Castelberg, Balthasar von (1748–1835), Schweizer reformierter Pfarrer und Konvertit
- Castelberg, Brida von (* 1952), Schweizer Ärztin und Vorreiterin für Job-Sharing auf KaderstufeBrida von Castelberg (* 1952)

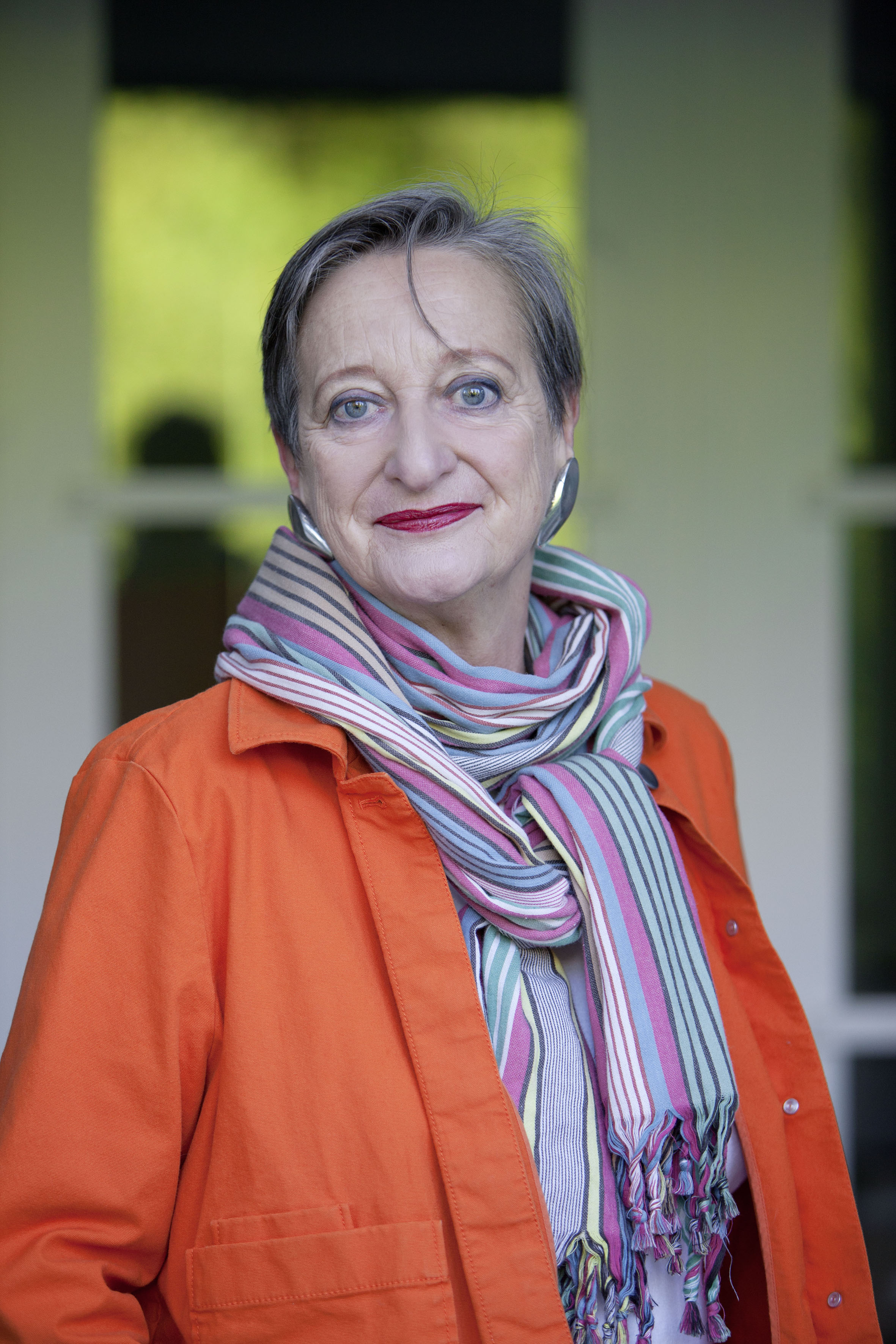
Brida von Castelberg (* 1952)

- Castelberg, Christian von (* 1955), Schweizer Regisseur
- Castelberg, Patrick von (* 1973), Schweizer Tenor
- Castelberger, Andreas, Schweizer Täufer und Buchhändler
- Castelblanco, Jorge (* 1987), panamaischer Leichtathlet
- Castelblanco, José (* 1969), kolumbianischer Radrennfahrer
- Castelen, Romeo (* 1983), niederländischer Fußballspieler
- Casteleyn, Stefan (* 1974), belgischer Squashspieler
- Casteleyns, Albertus (1917–1974), belgischer Bobfahrer
- Castelhun, Friedrich Karl (1828–1905), deutschamerikanischer Arzt und Lyriker
- Casteljau, Paul de (1930–2022), französischer Physiker und Mathematiker
- Castell, Alexander (1883–1939), Schweizer Schriftsteller
- Castell, Diethelm von († 1343), Abt des Klosters Petershausen, Abt des Klosters Reichenau
- Castell, Florentine von (* 1939), deutsche Kinderdarstellerin, Schauspielerin und Hörspielsprecherin
- Castell, Frederik von (* 1989), deutscher Medienjournalist
- Castell, Friedrich II. zu, deutscher Landesherr
- Castell, Friedrich III. zu, deutscher Landesherr
- Castell, Friedrich IV. zu († 1498), deutscher Landesherr
- Castell, Georg I. zu (1467–1506), deutscher Landesherr
- Castell, Georg II. zu (1527–1597), deutscher Landesherr und Diplomat
- Castell, Heinrich II. zu, deutscher Landesherr
- Castell, Heinrich IV. zu (1525–1595), deutscher Landesherr, Domherr und Diplomat
- Castell, Hermann III. zu, deutscher Landesherr
- Castell, Johann Anton (1810–1867), deutscher Landschaftsmaler
- Castell, Johann zu (1468–1528), deutscher Landesherr
- Castell, Konrad zu (1519–1577), deutscher Landesherr und Hofrat
- Castell, Leonhard zu (1379–1426), deutscher Landesherr
- Castell, Rolf (1921–2012), deutscher Volks- und Theaterschauspieler und Hörfunkmoderator
- Castell, Rolf (* 1937), deutscher Kinder- und Jugendpsychiater
- Castell, Wilhelm I. zu († 1399), deutscher Landesherr
- Castell, Wilhelm II. zu (1415–1479), deutscher Landesherr
- Castell, Wolfgang I. zu (1482–1546), deutscher Landesherr
- Castell-Castell, Albrecht Friedrich Carl zu (1766–1810), deutscher Landesherr, später Standesherr
- Castell-Castell, Albrecht zu (1925–2016), deutscher Unternehmer und BankierAlbrecht zu Castell-Castell (1925–2016)

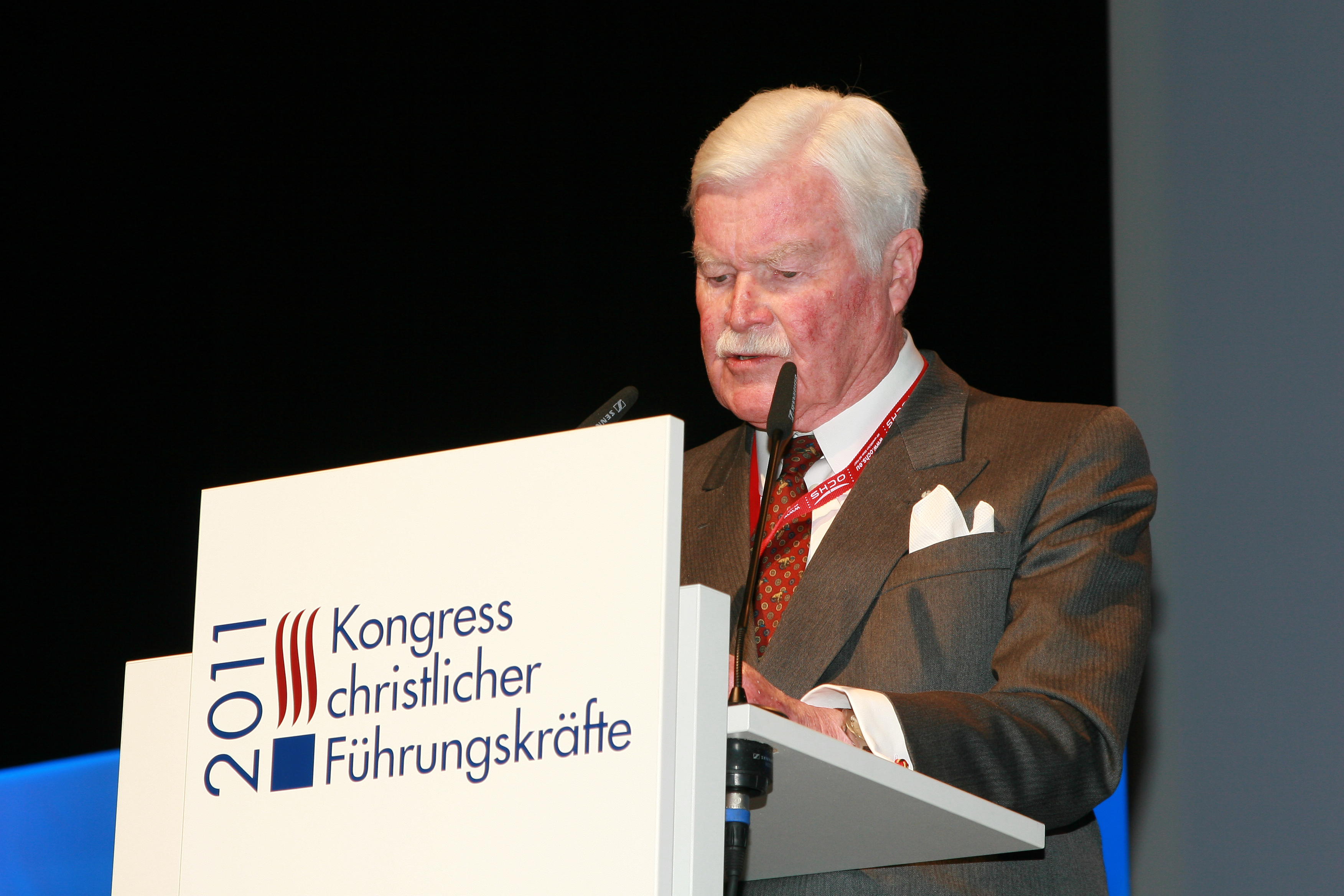
Albrecht zu Castell-Castell (1925–2016)

- Castell-Castell, Carl zu (1801–1850), herzoglich nassauischer Oberst, Geschäftsführer des Mainzer Adelsvereins
- Castell-Castell, Carl zu (1897–1945), deutscher Unternehmer und Offizier
- Castell-Castell, Friedrich Carl zu (1864–1923), deutscher Adliger
- Castell-Castell, Friedrich Ludwig zu (1791–1875), deutscher Politiker und Gutsbesitzer
- Castell-Castell, Friedrich zu (1874–1919), sächsischer Ministerial- und Verwaltungsbeamter
- Castell-Remlingen, August Franz Friedrich zu (1705–1767), deutscher Landesherr
- Castell-Remlingen, Christian Adolf Friedrich Gottlieb zu (1736–1762), deutscher Landesherr
- Castell-Remlingen, Christian Friedrich Carl zu (1730–1773), deutscher Landesherr
- Castell-Remlingen, Friedrich Magnus zu (1646–1717), deutscher Landesherr und Generalfeldmarschall
- Castell-Remlingen, Karl Friedrich Gottlieb zu (1679–1743), deutscher Landesherr
- Castell-Remlingen, Ludwig Friedrich zu (1707–1772), deutscher Landesherr und Pietist
- Castell-Remlingen, Wolfgang Dietrich zu (1641–1709), deutscher Graf und Landesherr
- Castell-Remlingen, Wolfgang Georg I. zu (1610–1668), deutscher Landesherr
- Castell-Remlingen, Wolfgang Georg II. zu (1694–1735), deutscher Landesherr
- Castell-Remlingen, Wolfgang II. zu (1558–1631), deutscher Landesherr
- Castell-Rüdenhausen, Adelheid Gräfin zu (1938–2021), deutsche Sozialhistorikerin und Hochschullehrerin
- Castell-Rüdenhausen, Christian Friedrich zu (1772–1850), deutscher Landesherr, später Standesherr
- Castell-Rüdenhausen, Clementine zu (1912–2008), deutsche Jugendführerin, Beauftragte des BDM-Werks „Glaube und Schönheit“ in der Reichsjugendführung der NSDAP
- Castell-Rüdenhausen, Friedrich Ludwig Carl Christian zu (1746–1803), deutscher Landesherr und Mäzen
- Castell-Rüdenhausen, Georg Friedrich zu (1600–1653), deutscher Landesherr
- Castell-Rüdenhausen, Gottfried zu (1577–1635), deutscher Landesherr
- Castell-Rüdenhausen, Johann Friedrich zu (1675–1749), deutscher Landesherr
- Castell-Rüdenhausen, Philipp Gottfried zu (1641–1681), deutscher Landesherr
- Castell-Rüdenhausen, Siegfried Friedrich Kasimir zu (1860–1903), deutscher Jurist und Diplomat
- Castell-Rüdenhausen, Siegfried Fürst zu (1916–2007), deutscher Land- und Forstwirt, Unternehmer sowie Jagdfunktionär
- Castell-Rüdenhausen, Wolfgang zu (1830–1913), deutscher Landesherr, später Standesherr
- Castell-Rüdenhausen, Wulf-Diether Graf zu (1905–1980), deutscher Flugpionier und Flughafendirektor
- Castella, André (1805–1873), Schweizer Politiker und Staatsrat des Kantons Freiburg
- Castella, Gérard (* 1953), Schweizer Fussballtrainer
- Castella, Jean-Edouard de (1881–1966), Schweizer Maler
- Castella, Peter de, Baumeister in Sonderburg
- Castella, Thomas (* 1993), Schweizer Fussballtorhüter
- Castellacci, Francesco (* 1987), italienischer Automobilrennfahrer
- Castellacci, Mario (1925–2002), italienischer Drehbuchautor
- Castellan, Georges (1920–2014), französischer Publizist und Historiker
- Castellan, Osvaldo (1951–2008), italienischer Radrennfahrer
- Castellana, Georges (1898–1964), französischer Romanist, Okzitanist und Lexikograf
- Castellana, Guillermo de (1912–1986), italienisch-kolumbianischer Geistlicher
- Castellane, André-Dominique-Jean-Baptiste de (1703–1751), französischer Bischof
- Castellane, Boniface de (1788–1862), französischer General und Marschall von Frankreich
- Castellane, Boniface Louis André de (1758–1837), französischer General und Pair von Frankreich
- Castellane, Pierre-Joseph de (1661–1739), französischer römisch-katholischer Geistlicher und Bischof
- Castellaneta, Dan (* 1957), US-amerikanischer Schauspieler und SynchronsprecherDan Castellaneta (* 1957)

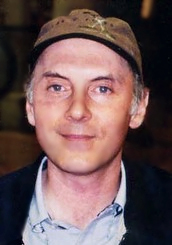
Dan Castellaneta (* 1957)

- Castellaneta, Giovanni (* 1942), italienischer Diplomat
- Castellaneta, Marco, Schweizer Historiker und Journalist
- Castellani, Aldo (1874–1971), italienischer Pathologe und Bakteriologe
- Castellani, Benvenuto Italo (* 1943), italienischer Geistlicher, emeritierter römisch-katholischer Erzbischof von Lucca
- Castellani, Carlo (1909–1944), italienischer Fußballspieler
- Castellani, Enrico (1930–2017), italienischer Maler
- Castellani, Flavio, italienischer Astronom
- Castellani, Giuseppe Maria (1798–1854), italienischer Kurienbischof
- Castellani, Gonzalo (* 1987), argentinischer Fußballspieler
- Castellani, Iván (* 1991), argentinischer Volleyballspieler
- Castellani, Leandro (* 1935), italienischer Dokumentarfilmer und Fernsehregisseur
- Castellani, Mario (1906–1978), italienischer Schauspieler
- Castellani, Massimo (* 1942), italienischer Filmregisseur
- Castellani, Renato (1913–1985), italienischer Filmregisseur und Drehbuchautor
- Castellani, Roberto (1926–2004), italienischer Überlebender der Konzentrationslager von Mauthausen und Ebensee
- Castellani, Rocky (1926–2008), US-amerikanischer Boxer
- Castellani-Maler, attischer Vasenmaler des schwarzfigurigen Stils
- Castellano, Dolph (* 1935), US-amerikanischer Jazzmusiker (Piano)
- Castellano, Franco (1925–1999), italienischer Drehbuchautor und Regisseur
- Castellano, Giuseppe (1893–1977), italienischer General
- Castellano, Ismaele Mario (1913–2007), italienischer Ordensgeistlicher, Erzbischof des Erzbistums Siena-Colle di Val d'Elsa-Montalcino im italienischen Siena
- Castellano, Joe (* 1937), US-amerikanischer Autorennfahrer und Mediziner
- Castellano, Manuel (* 1989), spanischer Fußballspieler
- Castellano, Paul (1915–1985), US-amerikanischer Krimineller und MafiosoPaul Castellano (1915–1985)

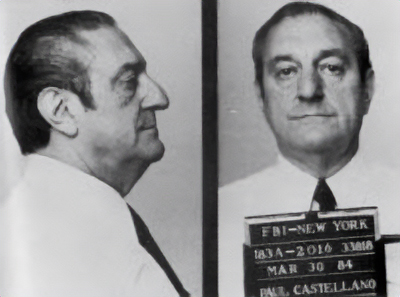
Paul Castellano (1915–1985)

- Castellano, Pierluigi (* 1958), italienischer Komponist, Musiker und Journalist
- Castellano, Ramón José (1903–1979), argentinischer Geistlicher, römisch-katholischer Erzbischof von Córdoba
- Castellano, Richard S. (1933–1988), US-amerikanischer Schauspieler
- Castellano, Talia (1999–2013), US-amerikanische Bloggerin
- Castellanos Contreras, José Arturo (1893–1977), salvadorianischer Konsul
- Castellanos Cortés, Victoriano (1795–1862), Präsident von Honduras
- Castellanos Franco, Nicolás Antonio (1935–2025), spanischer römisch-katholischer Ordensgeistlicher, Bischof von Palencia
- Castellanos León, Pablo (1860–1929), mexikanischer Pianist und Musikpädagoge
- Castellanos Moya, Horacio (* 1957), salvadorianischer Journalist, Schriftsteller und Herausgeber
- Castellanos y Castellanos, Leonardo (1862–1912), mexikanischer Geistlicher und Bischof von Tabasco
- Castellanos y Núñez, Vicente (1870–1939), mexikanischer Geistlicher, römisch-katholischer Bischof von Tulancingo
- Castellanos Yumar, Gonzalo (1926–2020), venezolanischer Komponist
- Castellanos, Alberto (1892–1959), argentinischer Pianist, Bandleader und Tangokomponist
- Castellanos, Alberto (1896–1968), argentinischer Botaniker und Paläobotaniker
- Castellanos, Alex (* 1954), US-amerikanischer politischer Aktivist und Berater
- Castellanos, Daniel (1882–1968), uruguayischer Politiker und Diplomat
- Castellanos, Deyna (* 1999), venezolanische Fußballspielerin
- Castellanos, Evencio (1915–1984), venezolanischer Komponist, Pianist und Musikpädagoge
- Castellanos, Federico (* 1992), uruguayischer Fußballspieler
- Castellanos, Florentino (1809–1866), uruguayischer Politiker
- Castellanos, Helga (* 1936), deutsche Übersetzerin
- Castellanos, Julio (1905–1947), mexikanischer Maler und Grafiker
- Castellanos, Mercedes (* 1988), spanische Handballspielerin
- Castellanos, Mirla (* 1941), venezolanische Sängerin
- Castellanos, Rafael Antonio († 1791), guatemaltekischer Komponist und Domkapellmeister
- Castellanos, Rosario (1925–1974), mexikanische Dichterin und Schriftstellerin
- Castellanos, Rubén (* 1997), guatemaltekischer Badmintonspieler
- Castellanos, Valentín Mariano (* 1998), argentinischer Fußballspieler
- Castellar y de Borja, Juan (1441–1505), Kardinal der katholischen Kirche
- Castellari, Enzo G. (* 1938), italienischer FilmregisseurEnzo G. Castellari (* 1938)

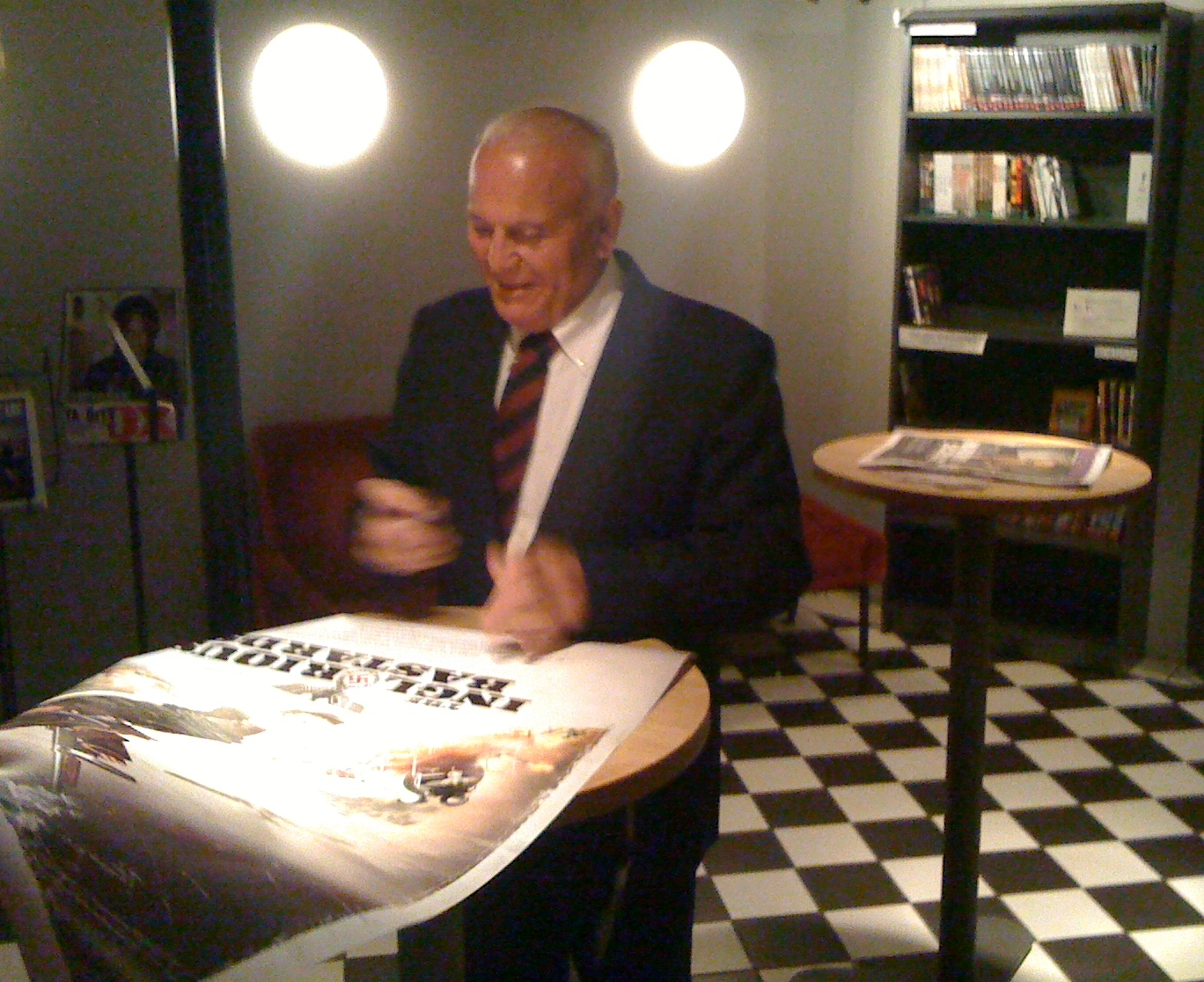
Enzo G. Castellari (* 1938)

- Castellaro, Juana (* 2005), argentinische Hockeyspielerin
- Castellazzi, Armando (1904–1968), italienischer Fußballspieler und -trainer
- Castellazzi, Luca (* 1975), italienischer Fußballtorwart
- Castelle, Friedrich (1879–1954), deutscher Journalist und Schriftsteller
- Castelle, Niklas (* 2002), deutscher Fußballspieler
- Castellet, Queralt (* 1989), spanische Snowboarderin
- Castelletti, Aldo (1881–1944), Opfer des Holocaust
- Castelletti, Luigi (* 1948), italienischer Radrennfahrer
- Castelletti, Michelle (* 1974), maltesische Dirigentin, Komponistin und Sängerin
- Castelletti, Sergio (1937–2004), italienischer Fußballspieler und -trainer
- Castelletto, Jean-Charles (* 1995), französischer Fußballspieler
- Castelli Ferrieri, Anna (1920–2006), italienische Architektin und Industriedesignerin
- Castelli, Albin (1822–1892), deutscher Bergmann, Geologe, Mineraloge und Paläontologe
- Castelli, Alfredo (1947–2024), italienischer Comicautor
- Castelli, Benedetto († 1643), italienischer Naturwissenschaftler
- Castelli, Bernardino (1750–1810), italienischer Maler
- Castelli, Gian Antonio, Schweizer Stuckateur
- Castelli, Giuseppe (1871–1943), italienischer römisch-katholischer Geistlicher und Bischof von Novara
- Castelli, Giuseppe (1907–1942), italienischer Leichtathlet
- Castelli, Giuseppe Maria (1705–1780), italienischer Kardinal
- Castelli, Ignaz Franz (1781–1862), österreichischer Dichter und Dramatiker
- Castelli, Juan José (1764–1812), argentinischer Politiker
- Castelli, Leo (1907–1999), US-amerikanischer Galerist
- Castelli, Luciano (* 1951), Schweizer Maler, Grafiker, Fotograf und Bildhauer
- Castelli, Marion (* 1984), französische Beachvolleyballspielerin
- Castelli, Matteo († 1632), Baumeister- und Bildhauer
- Castelli, Niccolò (* 1982), Schweizer Filmregisseur und Festivaldirektor
- Castelli, Nino (1898–1925), italienischer Skispringer und Ruderer
- Castelli, Pietro, italienischer Mediziner und Botaniker
- Castelli, Roberto (* 1946), italienischer Politiker (Lega Nord)
- Castelli, Teramo (1597–1659), italienischer Missionar
- Castelli, Wilhelm (1901–1984), deutscher Fotograf
- Castellina, Luciana (* 1929), italienische Politikerin, Mitglied der Camera dei deputati, MdEP und Journalistin
- Castellini, Claudio (* 1966), italienischer Comiczeichner
- Castellini, Julien (* 1975), monegassischer Skirennläufer
- Castellini, Luciano (* 1945), italienischer Fußballspieler und -trainer
- Castellini, Miguel Ángel (1947–2020), argentinischer Boxer
- Castellino, Francisco (* 1893), uruguayischer Fußballspieler
- Castellio, Sebastian (1515–1563), französischer humanistischer Gelehrter
- Castellitto, Pietro (* 1991), italienischer Schauspieler, Filmregisseur und Autor
- Castellitto, Sergio (* 1953), italienischer Film- und Theaterschauspieler sowie Drehbuchautor und FilmregisseurSergio Castellitto (* 1953)

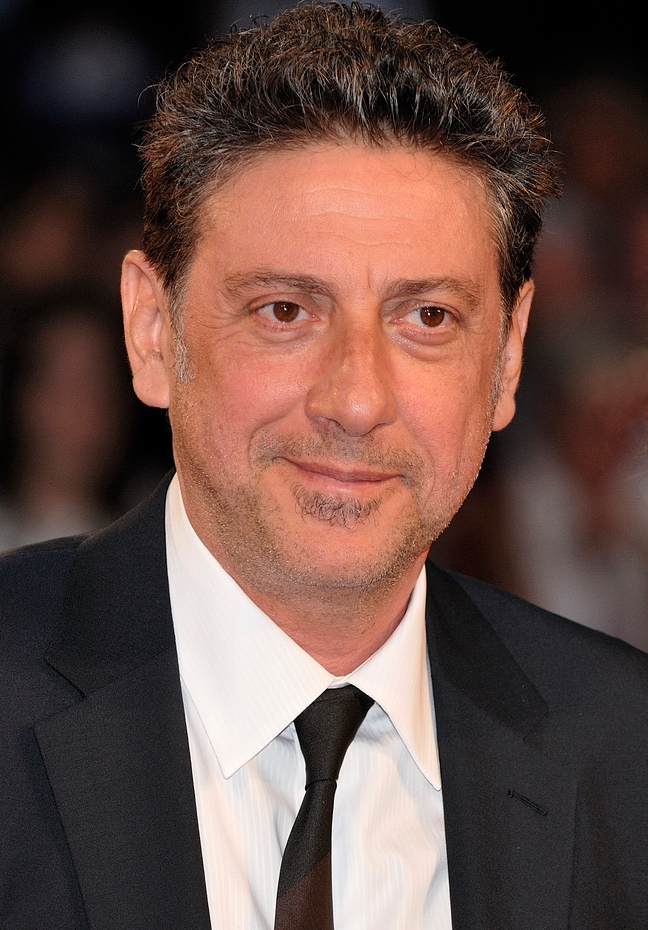
Sergio Castellitto (* 1953)

- Castellnou, Joan de, katalanischer Dichter
- Castelló Guasch, Joan (1911–1984), katalanischer Verleger und Schriftsteller
- Castelló i Garriga, Llorenç (* 1976), katalanischer Chorleiter und Musikpädagoge
- Castelló, Angélica (* 1972), mexikanisch-österreichische Musikerin und Komponistin
- Castello, Antonio (* 1945), italienischer Radrennfahrer
- Castello, Bernardo († 1629), italienischer Maler
- Castello, Dario (1602–1631), italienischer Komponist
- Castelló, Eduardo (1940–2020), spanischer Radrennfahrer
- Castello, Elia († 1602), österreichischer Bildhauer, Stuckateur und Mosaikkünstler
- Castello, Gaetano (* 1957), italienischer römisch-katholischer Geistlicher, Weihbischof in Neapel
- Castello, Giovan Battista († 1569), italienischer Bildhauer der Renaissance
- Castelló, Joan, Kapellmeister der Kathedrale von Barcelona
- Castello, Johann Wilhelm Josef (1758–1830), deutscher Priester, Domdechant und Hochschullehrer
- Castello, Maryse (* 1973), französische Cellistin
- Castello, Niclas (* 1978), deutscher KünstlerNiclas Castello (* 1978)

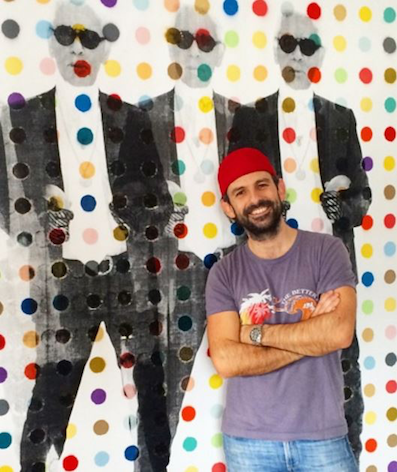
Niclas Castello (* 1978)

- Castello, Raffaele (1905–1969), italienischer Maler
- Castello, Valerio (1624–1659), italienischer Maler
- Castellón Sanabria, Francisco (1815–1855), Supremo Director von Nicaragua
- Castellón, Gabriel (* 1993), chilenischer Fußballspieler
- Castellotti, Eugenio (1930–1957), italienischer Automobilrennfahrer
- Castellow, Bryant Thomas (1876–1962), US-amerikanischer Politiker
- Castelloza, französische Trobairitz
- Castells i Ballespí, Martina (1852–1884), spanische Ärztin
- Castells, Berta (* 1984), spanische Hammerwerferin
- Castells, Manuel (* 1942), spanischer Soziologe
- Castells, Nicolás (1799–1873), spanischer Geistlicher, römisch-katholischer Erzbischof und Diplomat des Heiligen Stuhls
- Castellucci, Bruno (* 1944), belgischer Jazzschlagzeuger
- Castellucci, Erio (* 1960), italienischer Geistlicher, römisch-katholischer Erzbischof von Modena-Nonantola und Bischof von Carpi
- Castellucci, Lars (* 1974), deutscher Politiker (SPD), MdBLars Castellucci (* 1974)

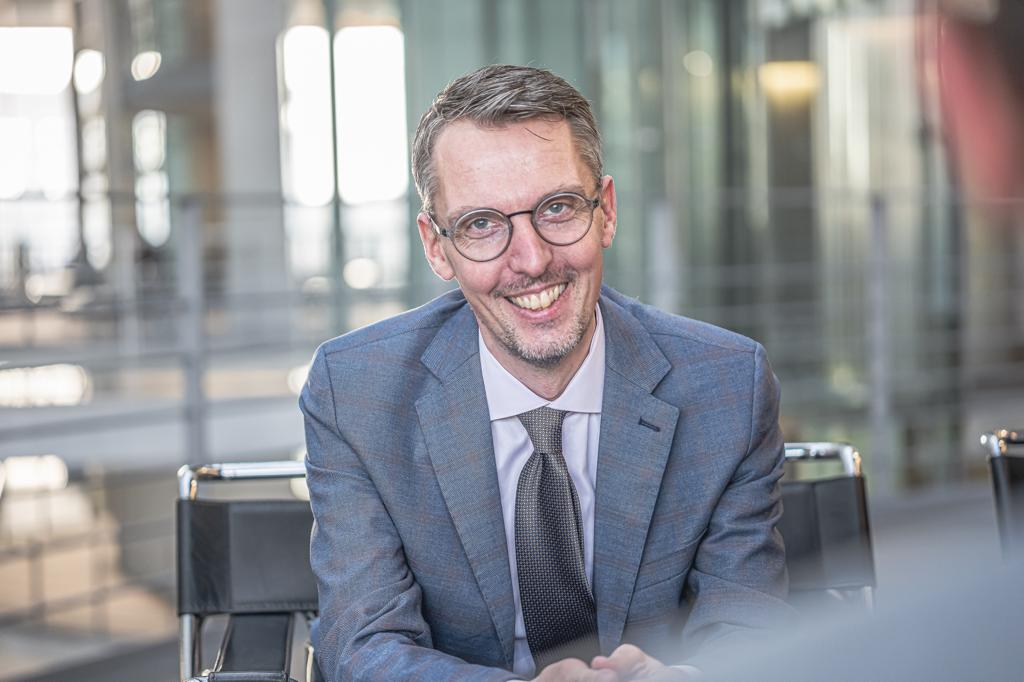
Lars Castellucci (* 1974)

- Castellucci, Romeo (* 1960), italienischer Regisseur
- Castellucci, Teddy (* 1965), US-amerikanischer Filmkomponist
- Castelluccio, Federico (* 1964), italienisch-US-amerikanischer Schauspieler
- Castellví i de Vic, Francesc de († 1506), valencianischer Poet, Minister und königlicher Verwalter
- Castelmur, Giovanni von (1800–1871), Baron aus dem Bergell
- Castelmur, Linus von (* 1957), Schweizer Historiker und Diplomat
- Castelnau, Almucs de, provencialische Trobairitz
- Castelnau, Henri-Pierre-Abdon (1814–1890), französischer General, Generaladjutant Napoleons III.
- Castelnau, Noël de (1851–1944), französischer General im Ersten Weltkrieg
- Castelnau, Paul (1880–1944), französischer Fotograf, Dokumentarfilmer und Geograf
- Castelnau-Bochetel, Jacques de (1620–1658), Marschall von Frankreich
- Castelnoble, Ángel, uruguayischer Fußballtrainer
- Castelnuovo, Elías (1893–1982), argentinischer Journalist und Schriftsteller
- Castelnuovo, Emma (1913–2014), italienische Mathematikpädagogin
- Castelnuovo, Giambattista (1757–1831), italienischer Theologe, Publizist und Bischof von Como
- Castelnuovo, Guido (1865–1952), italienischer Mathematiker
- Castelnuovo, Luca (* 1997), Schweizer Tennisspieler
- Castelnuovo, Nino (1936–2021), italienischer Schauspieler
- Castelnuovo-Tedesco, Mario (1895–1968), italienischer Komponist und Pianist
- Castelo Branco, Camilo (1825–1890), portugiesischer Schriftsteller, Romancier, Kritiker, Poet und Übersetzer
- Castelo Branco, Francisco Gil (1886–1956), brasilianischer Marschall
- Castelo Branco, Humberto (1897–1967), Präsident Brasiliens (1964–1967)Humberto Castelo Branco (1897–1967)

Humberto Castelo Branco (1897–1967)

- Castelo, Virgílio (* 1953), portugiesischer Schauspieler
- Castelot, André (1911–2004), französischer Historiker
- Castelucho, Claudio (1870–1927), spanischer Maler und Bildhauer
- Castelvecchi, Gladys (1922–2008), uruguayische Schriftstellerin
- Castelvetro, Lodovico († 1571), italienischer Humanist

#### Casten
- Casten, Johann (1716–1787), deutscher Küster und Pietist
- Casten, Richard F. (* 1941), US-amerikanischer Physiker
- Casten, Sean (* 1971), US-amerikanischer Politiker der Demokratischen Partei
- Castendyck, Wilhelm (1824–1895), deutscher Bergingenieur
- Castendyk, Bruno (1771–1814), Bremer Jurist und Senator
- Castendyk, Gerhard (1769–1801), Bremer Jurist und Senator
- Castendyk, Johann Heinrich (1795–1833), deutscher Jurist, Bremerhavener Amtmann
- Castenholz, Aloys (1885–1947), deutscher Landrat des Landkreises Wittlich (1942–1947) und Regierungspräsident in Koblenz (1945)
- Castenmiller, Joop (1937–2015), niederländischer Fußballspieler, -trainer und -funktionär
- Castenschiold, Sofie (1882–1979), dänische Tennisspielerin

#### Caster
- Caster, Kenneth E. (1908–1992), US-amerikanischer Paläontologe
- Caster, Reylynn (* 2003), US-amerikanische Film- und Fernsehschauspielerin
- Castérède, Jacques (1926–2014), französischer Komponist
- Casteret, Norbert (1897–1987), französischer Höhlenforscher
- Casterline, Dorothy (1928–2023), amerikanische gehörlose Linguistin, Forscherin und Pädagogin
- Casterman, Eddy (* 1996), französischer Politiker
- Castermans, Alphonsus (1924–2008), niederländischer Geistlicher, römisch-katholischer Weihbischof im Bistum Roermond
- Casterton, Eda Nemoede (1877–1969), US-amerikanische Malerin

#### Castet
- Castet, Alain (* 1950), französischer Geistlicher, emeritierter römisch-katholischer Bischof von Luçon
- Castet, Frédéric (1929–2011), französischer Modeschöpfer und Designer
- Castets, Corinne (* 1965), französische Squashspielerin
- Castets, Lucie (* 1987), französische Beamtin und Politikerin

#### Casteu
- Casteu, David (* 1974), französischer Enduro-Fahrer

#### Castex
- Castex, Françoise (* 1956), französische Politikerin, MdEP
- Castex, Jean (* 1965), französischer PolitikerJean Castex (* 1965)

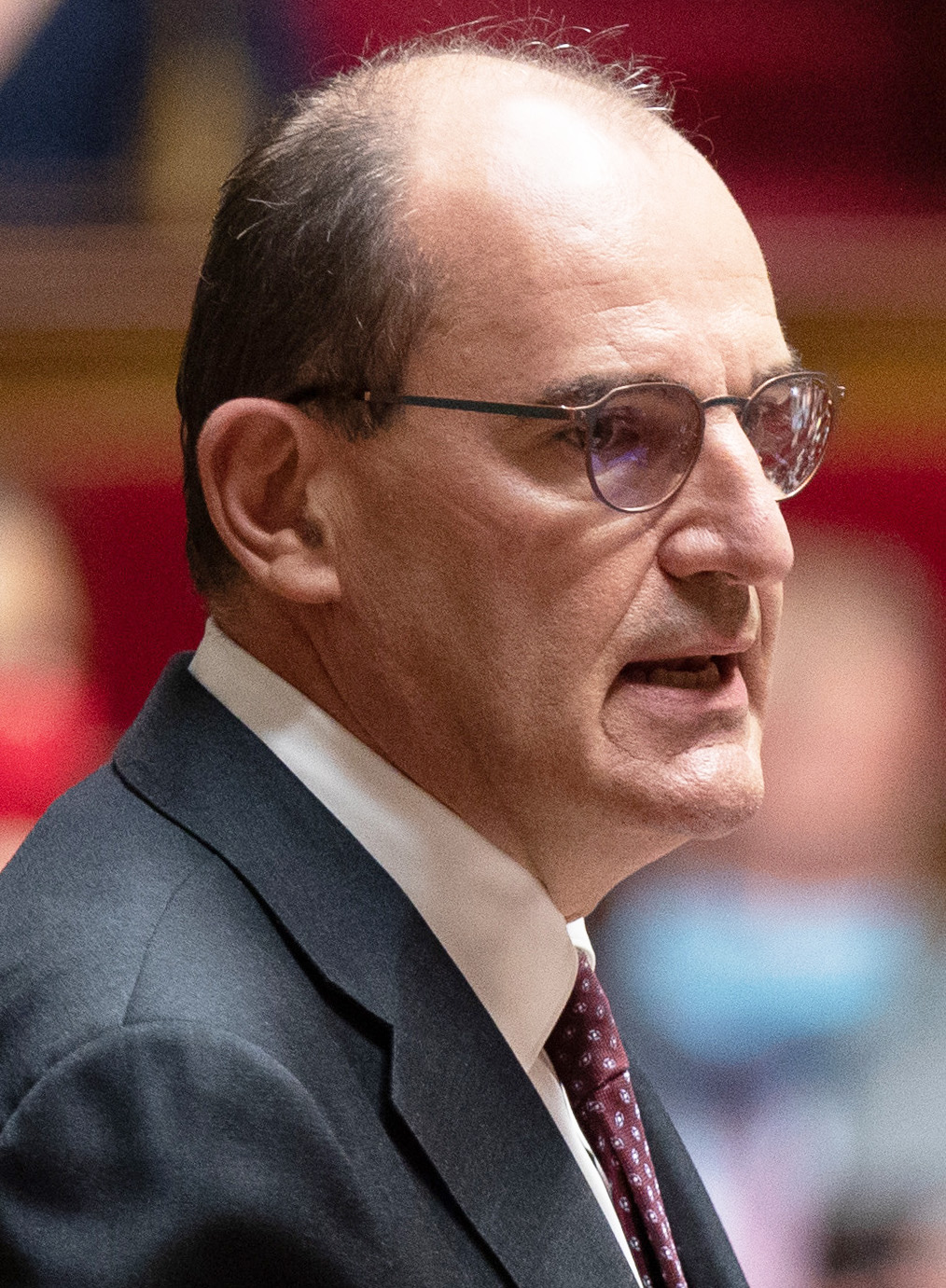
Jean Castex (* 1965)

- Castex, Jean-Jacques (1731–1822), französischer Bildhauer
- Castex, Louis (1896–1968), französischer Pilot, Journalist
- Castex, Pierre-Georges (1915–1995), französischer Romanist und Literarhistoriker
- Castex, Raoul (1878–1968), französischer Admiral und Militärtheoretiker

### Casti
- Casti, Giambattista (1724–1803), italienischer Dichter und Satiriker
- Casti, John L. (* 1943), amerikanischer Mathematiker
- Castiblanco, Jorge (* 1988), kolumbianischer Radrennfahrer
- Casticus, Adliger unter den Sequanern in Ostgallien
- Castiella Maíz, Fernando María de (1907–1976), spanischer Diplomat und Politiker
- Castielli, Raffaele (1927–2018), italienischer Geistlicher, römisch-katholischer Bischof von Lucera-Troia
- Castiglia, Albert (* 1969), US-amerikanischer Bluessänger, Songwriter und Gitarrist
- Castiglia, Luca (* 1989), italienischer Fußballspieler
- Castigliano, Carlo Alberto (1847–1884), italienischer Baumeister, Ingenieur und Wissenschaftler
- Castigliano, Eusebio (1921–1949), italienischer Fußballspieler
- Castiglione, Baldassare (1478–1529), Höfling, Diplomat und SchriftstellerBaldassare Castiglione (1478–1529)

Baldassare Castiglione (1478–1529)

- Castiglione, Giovanni (1742–1815), italienischer Geistlicher, Bischof von Osimo und Kardinal
- Castiglione, Giovanni Benedetto, italienischer Maler und Kupferätzer
- Castiglione, Giuseppe (1688–1766), italienischer Jesuiten-Missionar und Maler in China
- Castiglione, Kathrin (* 1982), deutsche Biotechnologin und Hochschullehrerin
- Castiglioni, Achille (1918–2002), italienischer Industriedesigner
- Castiglioni, Alfredo (1937–2016), italienischer Dokumentarfilmer und Autor
- Castiglioni, Andreas (* 1980), italienischer Naturbahnrodler
- Castiglioni, Angelo (1937–2022), italienischer Dokumentarfilmer und Autor
- Castiglioni, Arianna (* 1997), italienische Schwimmerin
- Castiglioni, Arturo (1874–1953), italienischer Arzt und Medizinhistoriker
- Castiglioni, Branda († 1443), italienischer Humanist, Kardinal und päpstlicher Legat
- Castiglioni, Branda († 1487), italienischer Kleriker, Bischof von Como
- Castiglioni, Camillo (1879–1957), Pionier der österreichischen Luftfahrt
- Castiglioni, Consuelo (* 1959), italienische Modedesignerin
- Castiglioni, Ettore (1908–1944), italienischer Kletterer
- Castiglioni, Giannino (1884–1971), italienischer Bildhauer
- Castiglioni, Giannotto († 1571), italienischer Politiker, Großmeister des Lazarus-Ordens
- Castiglioni, Luigi (1757–1832), italienischer Adliger und Forschungsreisender
- Castiglioni, Luigi (1882–1965), italienischer Altphilologe (Latinist)
- Castiglioni, Niccolò (1932–1996), italienischer Komponist
- Castiglioni, Paolo (1874–1943), italienischer Geistlicher und römisch-katholischer Weihbischof in Mailand
- Castiglioni, Pier Giacomo (1913–1968), italienischer Industriedesigner
- Castile, Christopher (* 1980), US-amerikanischer Schauspieler
- Castilho Brandão, Antônio Manoel de (1849–1910), brasilianischer Geistlicher, römisch-katholischer Bischof von Alagoas
- Castilho, Ana Augusta de († 1916), portugiesische Lehrerin, Schriftstellerin, Frauenrechtlerin und republikanische Aktivistin
- Castilho, Bebeto (1939–2023), brasilianischer Musiker
- Castilho, Carlos José (1927–1987), brasilianischer Fußballtorhüter
- Castilho, João de (* 1470), portugiesischer Architekt
- Castilho, Paulo (* 1944), portugiesischer Diplomat und Schriftsteller
- Castilla Chaplin, Oona (* 1986), spanische Schauspielerin, Flamenco-Tänzerin und BallerinaOona Castilla Chaplin (* 1986)

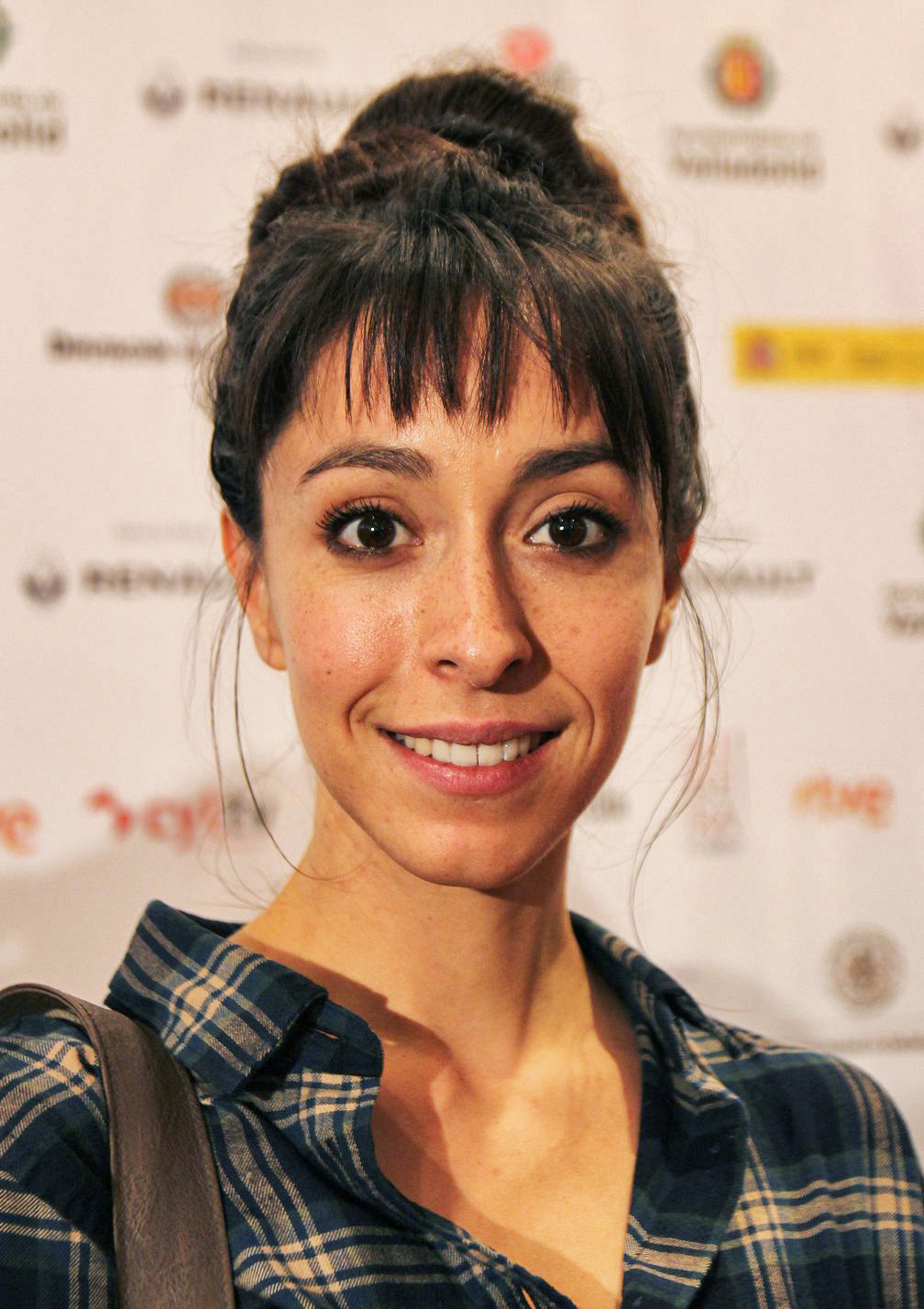
Oona Castilla Chaplin (* 1986)

- Castilla, Gabriel de (1577–1620), spanischer Seefahrer
- Castilla, Javier (* 1981), kolumbianischer Squashspieler
- Castilla, Manuel (1918–1980), argentinischer Bibliothekar, Journalist und Schriftsteller
- Castilla, Ramón (1797–1867), peruanischer Präsident
- Castilla-Ávila, Agustín (* 1974), spanischer Komponist
- Castille, Auguste (1883–1971), französischer Turner
- Castillejo, Javier (* 1968), spanischer Boxer
- Castillejo, José (1877–1945), spanischer Pädagoge
- Castillejo, Samu (* 1995), spanischer Fußballspieler
- Castillero, Víctor (* 1993), mexikanischer Stabhochspringer
- Castilletti, Concetta (* 1963), italienische Biologin
- Castillion, Geoffrey (* 1991), niederländischer Fußballspieler
- Castillo Armas, Carlos (1914–1957), guatemaltekischer Politiker, Präsident von GuatemalaCarlos Castillo Armas (1914–1957)

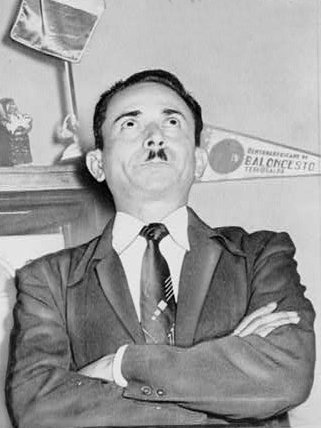
Carlos Castillo Armas (1914–1957)

- Castillo Balcázar, Juan Mauricio (* 1970), chilenischer Fußballspieler
- Castillo Barrera, Alejandro (1951–2010), uruguayischer Surfer und Sportfunktionär
- Castillo Bustamante, Guillermo (1910–1974), venezolanischer Komponist und Pianist
- Castillo Cervantes, Alfredo (* 1975), mexikanischer Jurist
- Castillo Crespo, Gonzalo Ramiro del (1936–2019), bolivianischer Geistlicher und Militärbischof von Bolivien
- Castillo Deball, Mariana (* 1975), mexikanische Künstlerin
- Castillo Estrada, Luis del (* 1931), uruguayischer Geistlicher, Altbischof von Melo
- Castillo Franco, Armando del (1920–1992), mexikanischer Politiker
- Castillo Gálvez, Jorge del (* 1950), peruanischer Rechtsanwalt und Politiker
- Castillo i Buïls, David (* 1961), katalanischer Schriftsteller, Literaturkritiker und Journalist
- Castillo Lara, Rosalio José (1922–2007), venezolanischer Ordensgeistlicher, Kardinal der römisch-katholischen Kirche
- Castillo Ledón, Amalia González Caballero de (1898–1986), mexikanische Autorin, Politikerin und Diplomatin
- Castillo Matarrita, Victor Hugo (* 1963), costa-ricanischer römisch-katholischer Geistlicher, Bischof von Kaga-Bandoro
- Castillo Mattasoglio, Carlos (* 1950), peruanischer Geistlicher, römisch-katholischer Erzbischof von LimaCarlos Castillo Mattasoglio (* 1950)

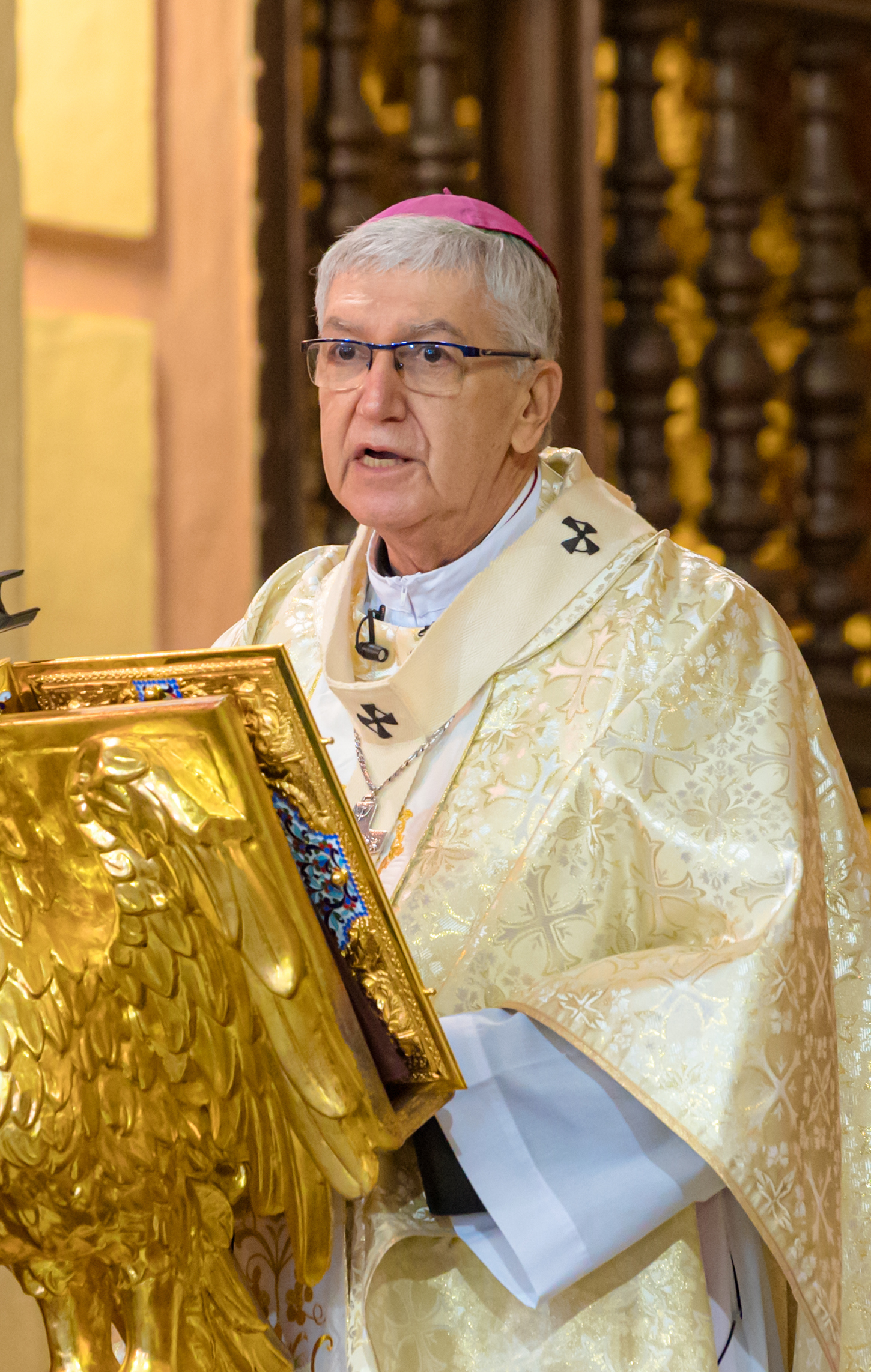
Carlos Castillo Mattasoglio (* 1950)

- Castillo Méndez, Luis Fernando (1922–2009), brasilianischer Geistlicher, Patriarch der Katholisch-Apostolischen Kirche Brasiliens
- Castillo Morales, Rodolfo († 2011), argentinischer Rehabilitationsarzt und Therapeut
- Castillo Muga, Maider (* 1976), spanische Fußballspielerin
- Castillo Nájera, Francisco (1886–1950), mexikanischer Diplomat
- Castillo Nicolau, José del (1920–2002), spanischer Neurobiologe und Neurophysiologe
- Castillo Oliveras, Ferran (* 2004), spanischer Handballspieler
- Castillo Pérez, José (* 2001), mexikanischer Fußballspieler
- Castillo Pino, Eduardo José (* 1970), ecuadorianischer Geistlicher, römisch-katholischer Erzbischof von Portoviejo
- Castillo Plascencia, Benjamín (* 1945), mexikanischer Geistlicher, emeritierter römisch-katholischer Bischof von Celaya
- Castillo Solórzano, Alonso de (* 1584), spanischer Schriftsteller und Dramatiker
- Castillo Varó, María Rosa (* 1974), spanische Fußballspielerin
- Castillo Vera, Pilar del (* 1952), spanische Politikerin (PP), MdEP
- Castillo Villacrés, Jaime Oswaldo (* 1973), ecuadorianischer römisch-katholischer Geistlicher, Apostolischer Vikar von Zamora in Ecuador
- Castillo y Guevara, Francisca Josefa del (1671–1742), spanische Nonne und Mystikerin
- Castillo y Guzmán, Juan Argüello del (1778–1830), Staatschef von Nicaragua
- Castillo y Guzmán, Nicasio del (* 1816), nicaraguanischer Politiker und Präsident von Nicaragua
- Castillo y Saavedra, Antonio del (1616–1668), spanischer Maler und Bildhauer des Barock
- Castillo, Abelardo (1935–2017), argentinischer Journalist und Schriftsteller
- Castillo, Agustín del (1565–1626), spanischer Maler des Barocks
- Castillo, Alberto (1914–2002), argentinischer Tangosänger und Schauspieler
- Castillo, Ana (* 1953), US-amerikanische Feministin, Schriftstellerin
- Castillo, Anna (* 1993), spanische Schauspielerin und Sängerin
- Castillo, Antonio (1908–1984), spanischer Modedesigner und Kostümbildner
- Castillo, Armando (1932–2006), guatemaltekischer Radrennfahrer
- Castillo, Athenea del (* 2000), spanische FußballspielerinAthenea del Castillo (* 2000)

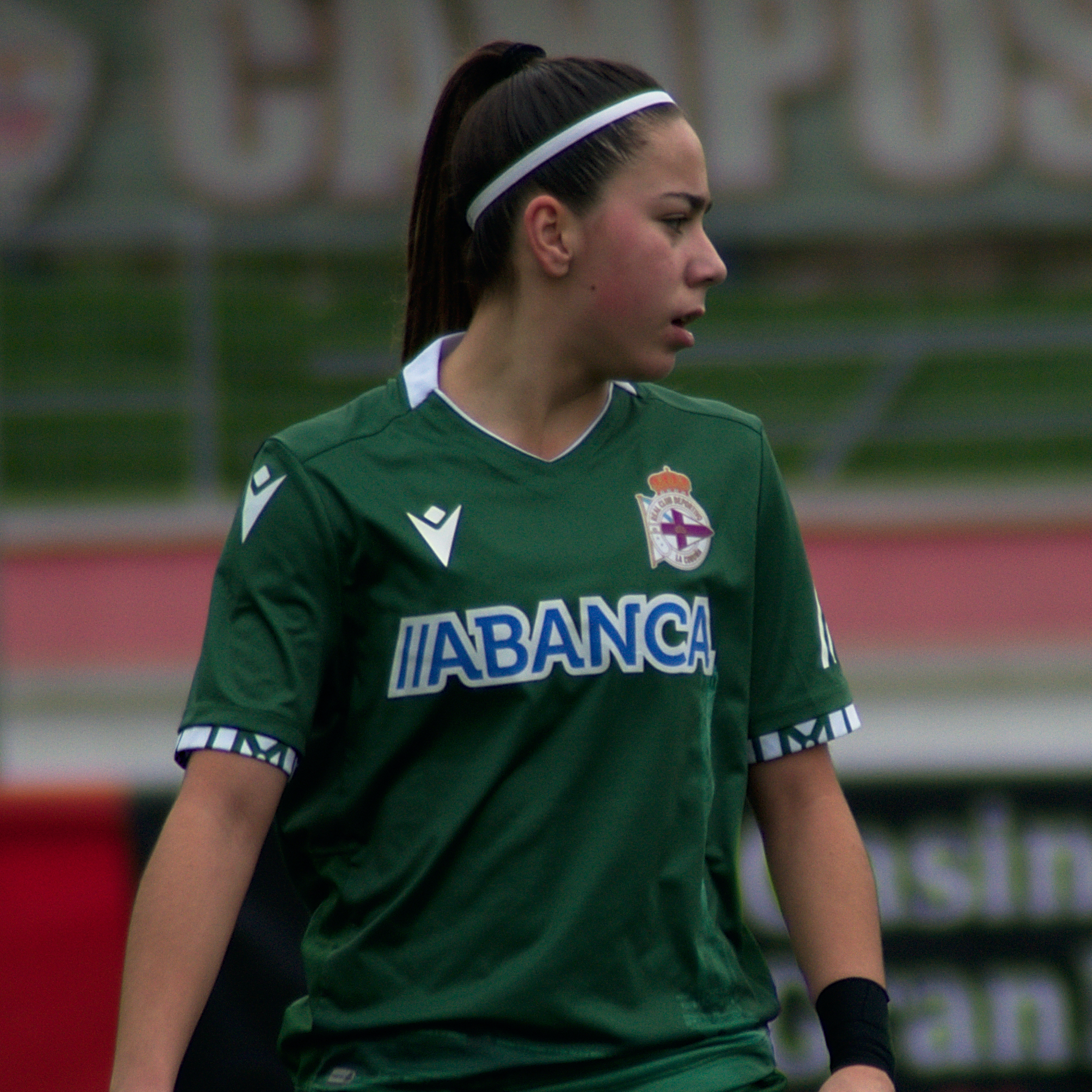
Athenea del Castillo (* 2000)

- Castillo, Beatriz (* 1954), kubanische Sprinterin
- Castillo, Berdine (* 2000), chilenische Mittelstreckenläuferin
- Castillo, Braulio (1933–2015), puerto-ricanischer Schauspieler
- Castillo, Brenda (* 1992), dominikanische Volleyball-Nationalspielerin
- Castillo, Byron (* 1998), ecuadorianischer Fußballspieler
- Castillo, Carmen (* 1945), chilenisch-französische Dokumentarfilmerin und Drehbuchautorin
- Castillo, Chucho (1944–2013), mexikanischer Boxer (Bantamgewicht)
- Castillo, David del († 1928), spanischer Gitarrist, Komponist und Musikpädagoge
- Castillo, Edgar (* 1986), mexikanisch-US-amerikanischer Fußballspieler
- Castillo, Ernesto (* 1970), deutschsprachiger Schriftsteller
- Castillo, Fabián (* 1992), kolumbianischer Fußballspieler
- Castillo, Fabio, kolumbianischer Investigativjournalist
- Castillo, Fernando (1943–1997), chilenischer römisch-katholischer Theologe und Soziologe
- Castillo, Fernando Sánchez (* 1970), spanischer Maler
- Castillo, Freddy (* 1955), mexikanischer Boxer im Fliegen- und Halbfliegengewicht
- Castillo, Gelia T. (1928–2017), philippinische Soziologin und Hochschullehrerin
- Castillo, Gloria (1933–1978), amerikanische Schauspielerin
- Castillo, Gonzalo (* 1990), uruguayischer Fußballspieler
- Castillo, Homero (1918–1980), US-amerikanischer Romanist und Hispanist chilenischer Herkunft
- Castillo, Hugo Norberto (* 1971), argentinischer Fußballspieler
- Castillo, Inés (* 1999), peruanische Badmintonspielerin
- Castillo, Irán (* 1977), mexikanische Schauspielerin und Sängerin
- Castillo, Isabella (* 1994), kubanische Schauspielerin und Sängerin
- Castillo, Israel (* 1968), mexikanischer Fußballspieler
- Castillo, Javier (* 1987), spanischer SchriftstellerJavier Castillo (* 1987)

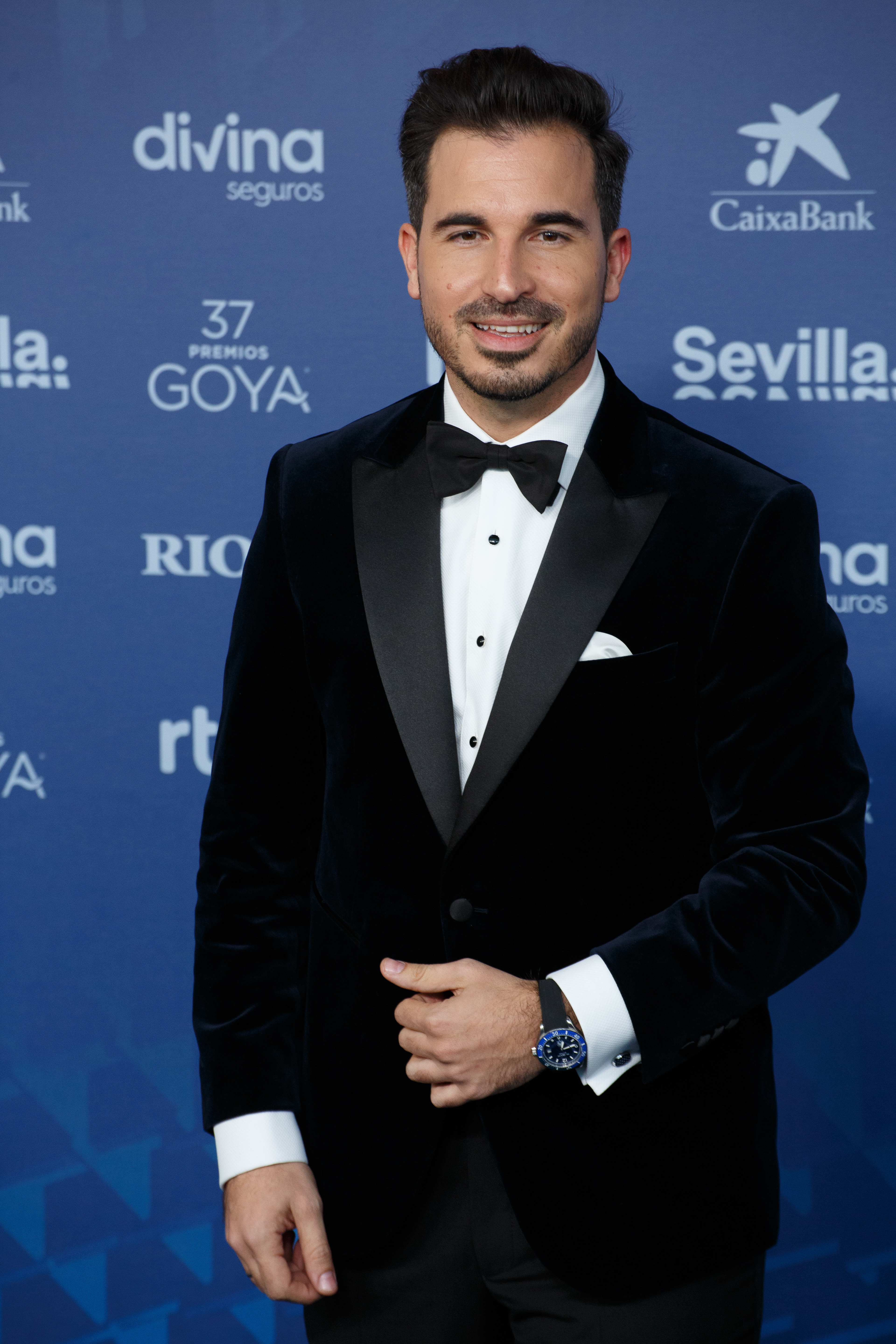
Javier Castillo (* 1987)

- Castillo, Jesús (1877–1946), guatemaltekischer Komponist
- Castillo, Jesús (* 2001), peruanischer Fußballspieler
- Castillo, Jocelyn (* 1991), venezolanische Wasserspringerin
- Castillo, Joey (* 1966), US-amerikanischer SchlagzeugerJoey Castillo (* 1966)

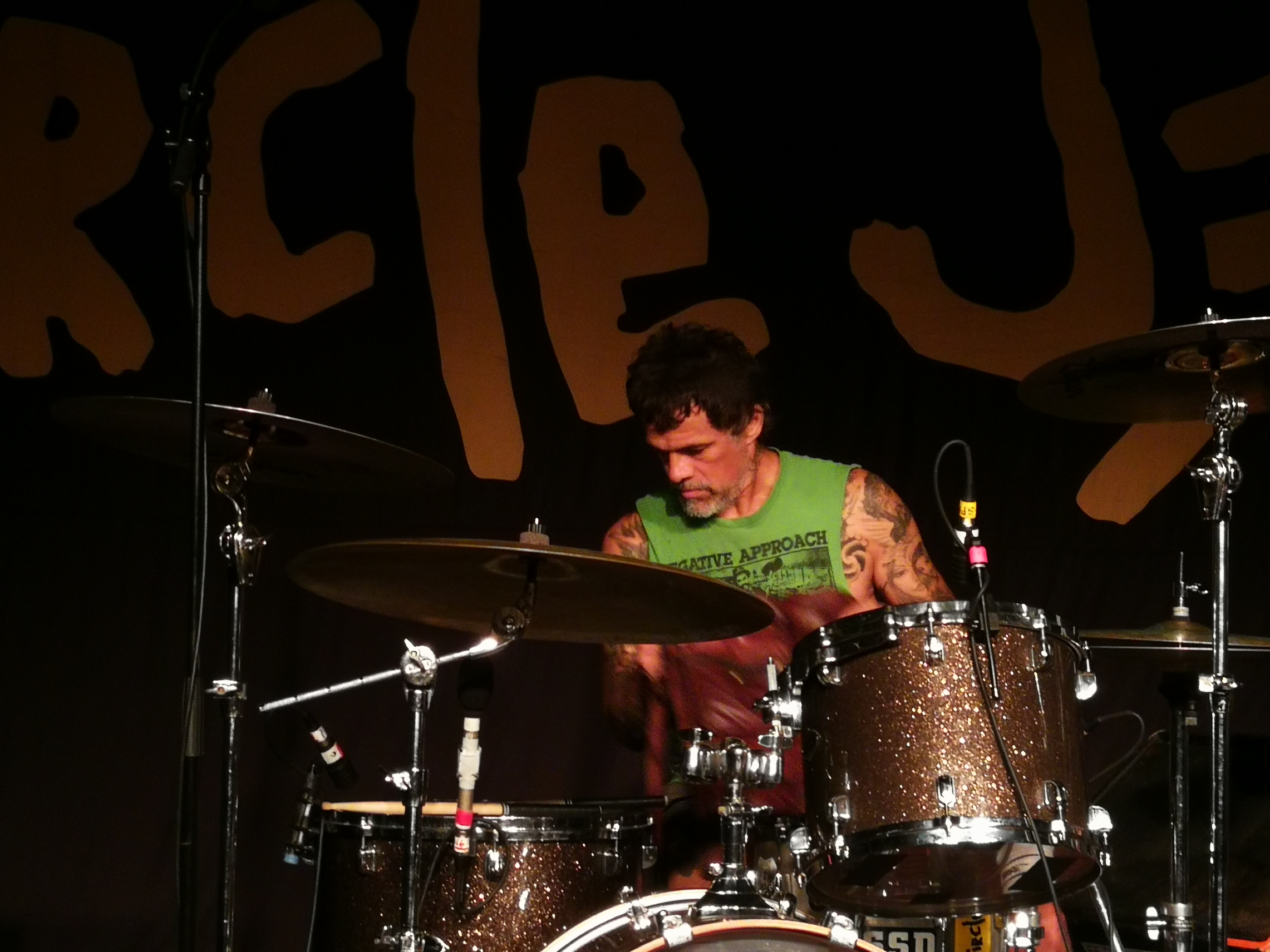
Joey Castillo (* 1966)

- Castillo, Jorge (* 1933), spanischer Maler und Grafiker (Radierer)
- Castillo, José (1921–2011), spanischer Schauspieler, Dramatiker und Theaterintendant
- Castillo, José Alfredo (* 1983), bolivianischer Fußballspieler
- Castillo, José del (1943–2023), peruanischer Fußballspieler
- Castillo, José Ignacio (* 1975), argentinischer Fußballspieler
- Castillo, José Luis (* 1973), mexikanischer Boxer
- Castillo, Juan de Dios (1951–2014), mexikanischer Fußballspieler und -trainer
- Castillo, Juan del (1584–1640), spanischer Maler
- Castillo, Juan Guillermo (* 1978), uruguayischer Fußballspieler
- Castillo, Julio (* 1988), ecuadorianischer Boxer im Schwergewicht
- Castillo, Karol (1989–2013), peruanische Schönheitskönigin und Model
- Castillo, Kate del (* 1972), mexikanische SchauspielerinKate del Castillo (* 1972)

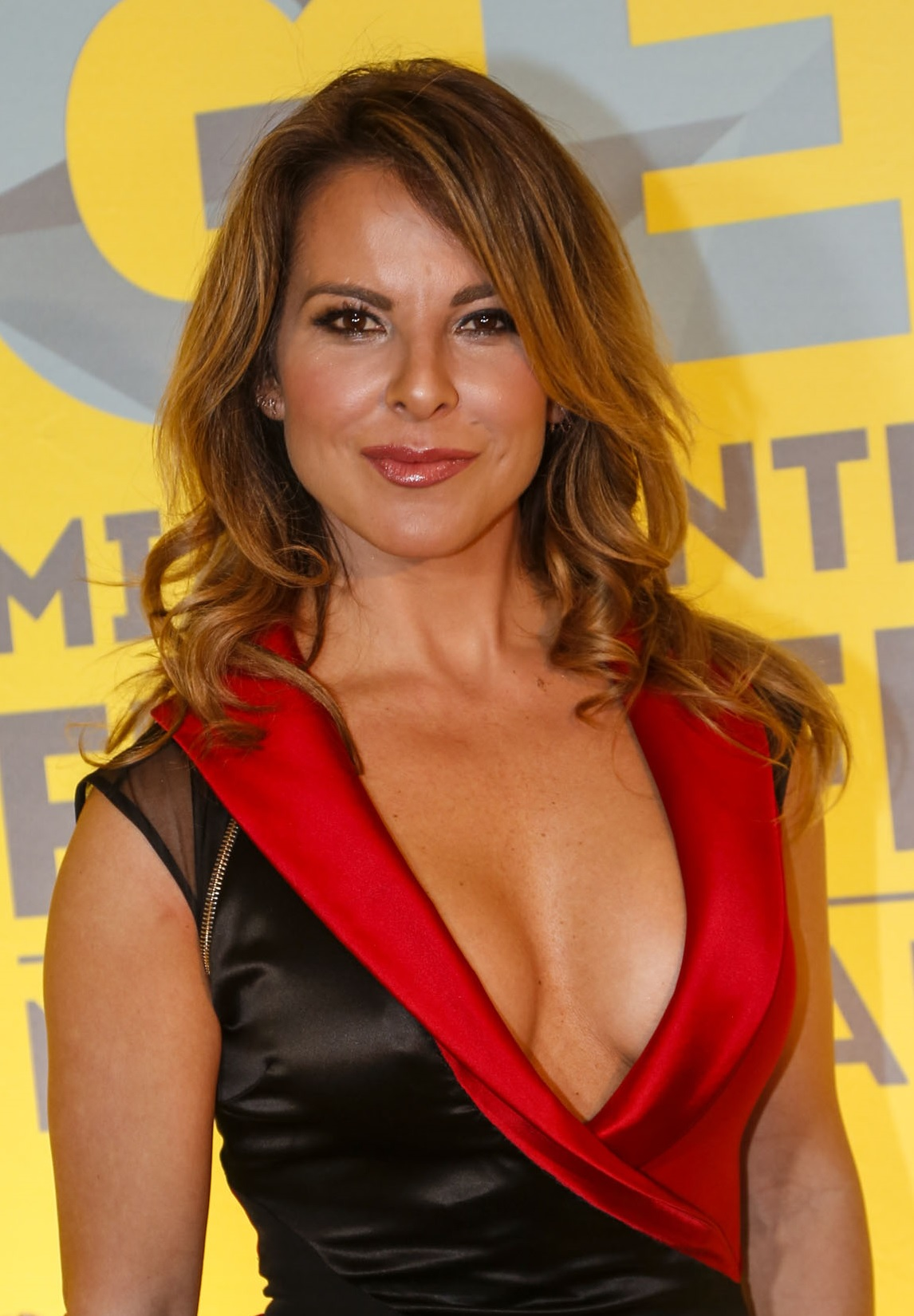
Kate del Castillo (* 1972)

- Castillo, Katherine (* 1996), panamaische Fußballspielerin
- Castillo, León de (* 1985), österreichisch-mexikanischer Tenor, Konzeptkünstler, Musikforscher und Intendant
- Castillo, Linda (* 1960), US-amerikanische Schriftstellerin
- Castillo, Luis (* 1975), dominikanischer Baseballspieler
- Castillo, Manuel (1930–2005), spanischer Komponist
- Castillo, María Alejandra (* 2006), ecuadorianische Hürdenläuferin
- Castillo, Mariano Armendáriz del (1881–1960), mexikanischer Botschafter
- Castillo, Marlon (* 1988), belizischer Straßenradrennfahrer
- Castillo, Martín (* 1977), mexikanischer Boxer
- Castillo, Michel del (1933–2024), französischer Schriftsteller spanischer Herkunft
- Castillo, Miguel (* 1972), chilenischer Fußballspieler
- Castillo, Miguel Ángel (* 1915), salvadorianischer Politiker, Präsident von El Salvador
- Castillo, Miriam (* 1992), mexikanische Fußballspielerin
- Castillo, Nery (* 1984), mexikanischer Fußballspieler
- Castillo, Nicolás (* 1993), chilenischer Fußballspieler
- Castillo, Otto René (1934–1967), guatemaltekischer Lyriker, Literaturwissenschaftler und Guerillakämpfer
- Castillo, Pedro (* 1969), peruanischer Schullehrer, Gewerkschaftsführer und PräsidentPedro Castillo (* 1969)

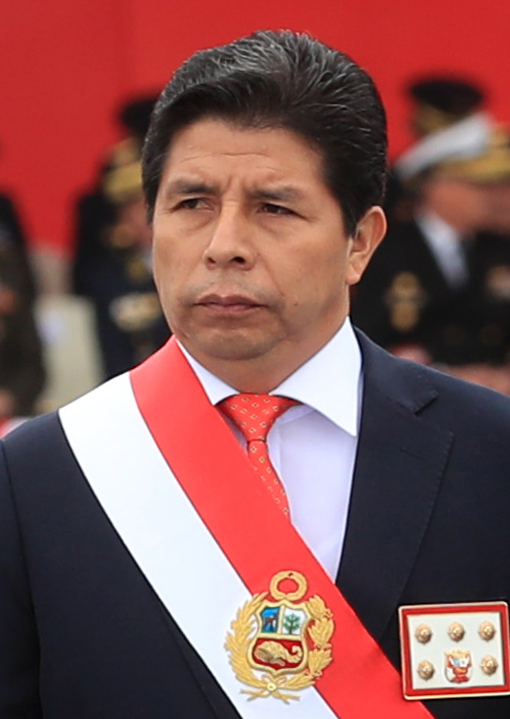
Pedro Castillo (* 1969)

- Castillo, Ramón (1873–1944), argentinischer Politiker, Präsident von Argentinien
- Castillo, Ramón del (* 1985), spanischer Sänger
- Castillo, Randy (1950–2002), US-amerikanischer Schlagzeuger
- Castillo, Raúl (* 1977), US-amerikanischer Schauspieler
- Castillo, Ricardo (1894–1966), guatemaltekischer Komponist
- Castillo, Ricardo (* 1954), mexikanischer Lyriker
- Castillo, Rodrigo, guatemaltekischer Straßenradrennfahrer
- Castillo, Rubén (* 1985), chilenischer Fußballspieler
- Castillo, Segundo (1913–1993), peruanischer Fußballspieler
- Castillo, Segundo (* 1982), ecuadorianischer Fußballspieler
- Castillo, Stefany (* 1997), kolumbianische Stabhochspringerin
- Castillo, Tony (1946–2010), singapurischer Kinderdarsteller, später Jazztrompeter, Bandleader und Musikfunktionär
- Castillo, Víctor (* 1981), venezolanischer Weitspringer
- Castillo, Welington (* 1987), dominikanischer Baseballspieler
- Castillo, Xabier (* 1986), spanischer Fußballspieler
- Castillo, Yahel (* 1987), mexikanischer Kunstspringer
- Castillo, Yalennis (* 1986), kubanische Judoka
- Castillon, Adèle (* 2001), französische Sängerin, YouTuberin und SchauspielerinAdèle Castillon (* 2001)

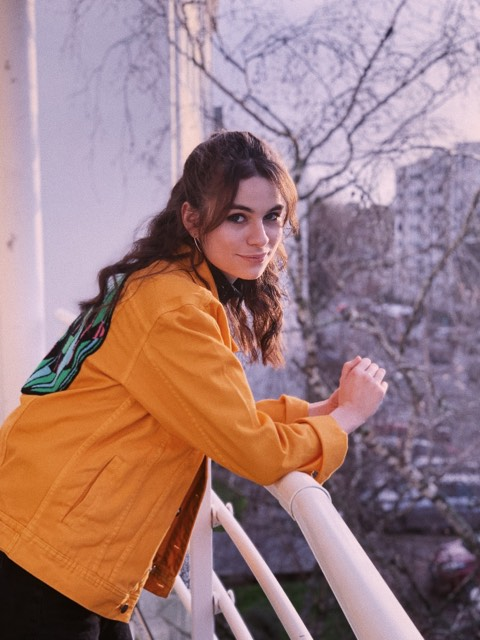
Adèle Castillon (* 2001)

- Castillon, Alexis de (1838–1873), französischer Komponist
- Castillon, Claire (* 1975), französische Schriftstellerin
- Castillon, Frédéric de (1747–1814), Schriftsteller und Übersetzer, deutscher Universitätslehrer der Philosophie
- Castillon, Johann (1708–1791), Mathematiker, Philosoph und Hochschullehrer
- Castilloux, Raymond (1934–2010), US-amerikanischer Radrennfahrer
- Castinus († 237), Bischof von Byzanz

### Castk
- Castka, Kurt (1928–2014), österreichischer Journalist und Sportfunktionär

### Castl
- Castle, Amy (1880–1971), neuseeländische Kuratorin und Entomologin
- Castle, Andrew (* 1963), britischer Tennisspieler
- Castle, Barbara, Baroness Castle of Blackburn (1910–2002), britische Politikerin, Abgeordnete im House of Lords (Labour Party), MdEP
- Castle, Billy Joe (* 1992), englischer Snookerspieler
- Castle, Curtis H. (1848–1928), US-amerikanischer Politiker
- Castle, Darrell (* 1948), US-amerikanischer Rechtsanwalt und Politiker
- Castle, Edmund (1606–1685), englischer Orientalist
- Castle, Eduard (1875–1959), österreichischer Literaturhistoriker und Theaterwissenschaftler
- Castle, Edward, Baron Castle (1907–1979), britischer Journalist und Politiker
- Castle, Frederick Walker (1908–1944), amerikanischer Brigadegeneral und Träger der Medal of Honor
- Castle, Geoff (1949–2020), britischer Pianist, Synthesizer-Spieler und Komponist des Fusionjazz
- Castle, James (1836–1903), US-amerikanischer Politiker
- Castle, James Charles (1899–1977), US-amerikanischer Künstler
- Castle, Jeffery Lloyd (1898–1990), britischer Science-Fiction-Autor
- Castle, John (* 1940), britischer Schauspieler
- Castle, Jordan (* 1996), neuseeländischer Bahnradsportler
- Castle, Latham (1900–1986), US-amerikanischer Jurist und Politiker
- Castle, Lee (1915–1990), US-amerikanischer Jazz-Trompeter und Bandleader des Swing
- Castle, Louis, US-amerikanischer Computerspielentwickler
- Castle, Maggie (* 1983), kanadische Schauspielerin
- Castle, Mary (1931–1998), US-amerikanische Filmschauspielerin
- Castle, Mary Tenney (1819–1907), US-amerikanische Missionarin und Philanthropin
- Castle, Michael (1939–2025), US-amerikanischer Politiker
- Castle, Naomi (* 1974), australische Wasserballspielerin
- Castle, Nathan, südafrikanischer Schauspieler, Stuntman und Filmeditor
- Castle, Nick (* 1947), US-amerikanischer Schauspieler, Drehbuchautor und RegisseurNick Castle (* 1947)

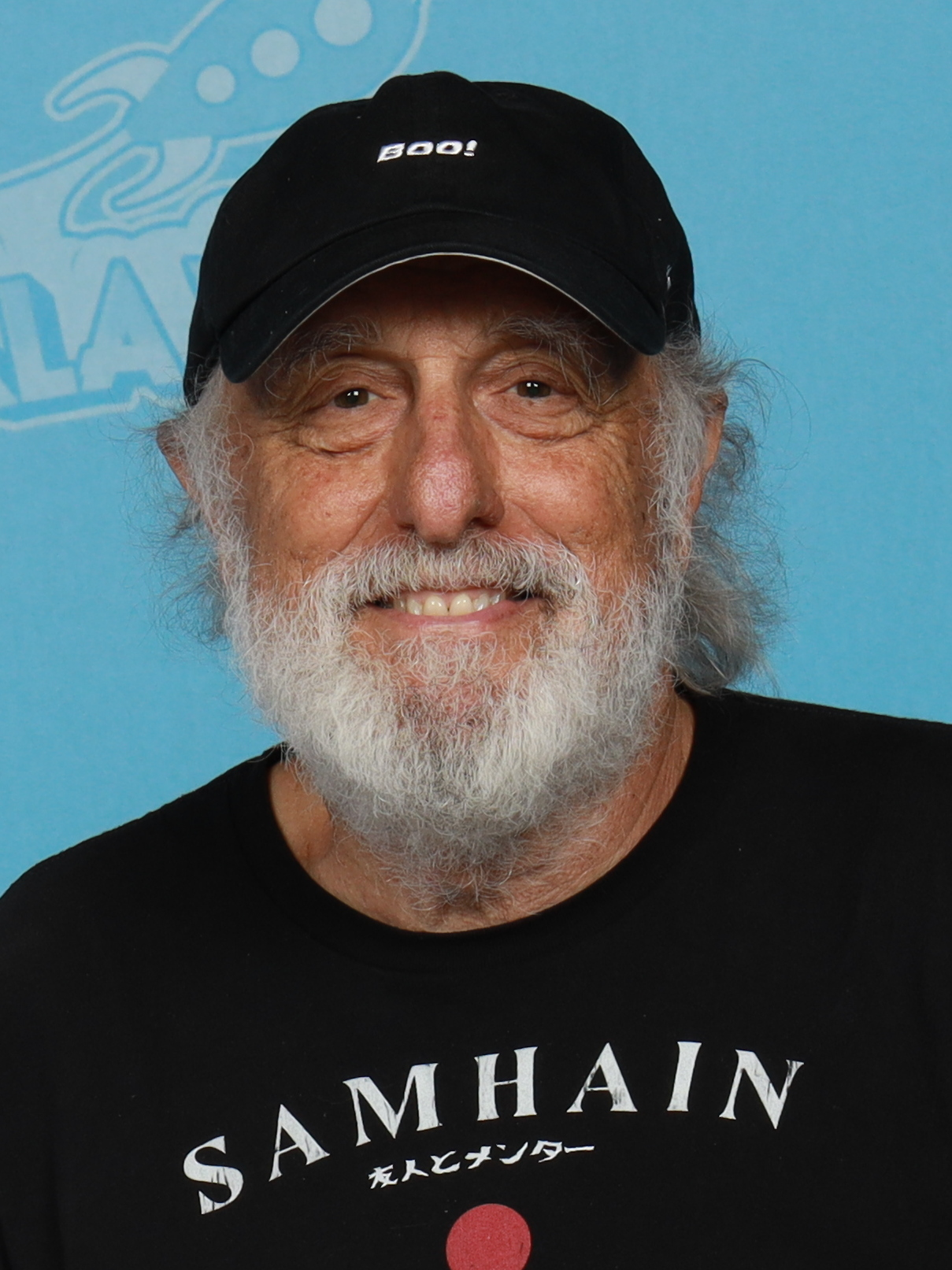
Nick Castle (* 1947)

- Castle, Peggie (1927–1973), US-amerikanische Schauspielerin
- Castle, Sarah (* 1984), US-amerikanische Rollstuhlbasketballspielerin
- Castle, Sid (1892–1978), englischer Fußballspieler und -trainer
- Castle, Stephon (* 2004), US-amerikanischer Basketballspieler
- Castle, Terrel (* 1972), US-amerikanisch-bosnisch-herzegowinischer Basketballspieler
- Castle, Wendell (1932–2018), US-amerikanischer Möbelkünstler und Kunsthandwerker
- Castle, William (1914–1977), US-amerikanischer Filmregisseur und -produzent sowie Schauspieler
- Castle, William Ernest (1867–1962), US-amerikanischer Genetiker
- Castle-Hughes, Keisha (* 1990), neuseeländische SchauspielerinKeisha Castle-Hughes (* 1990)

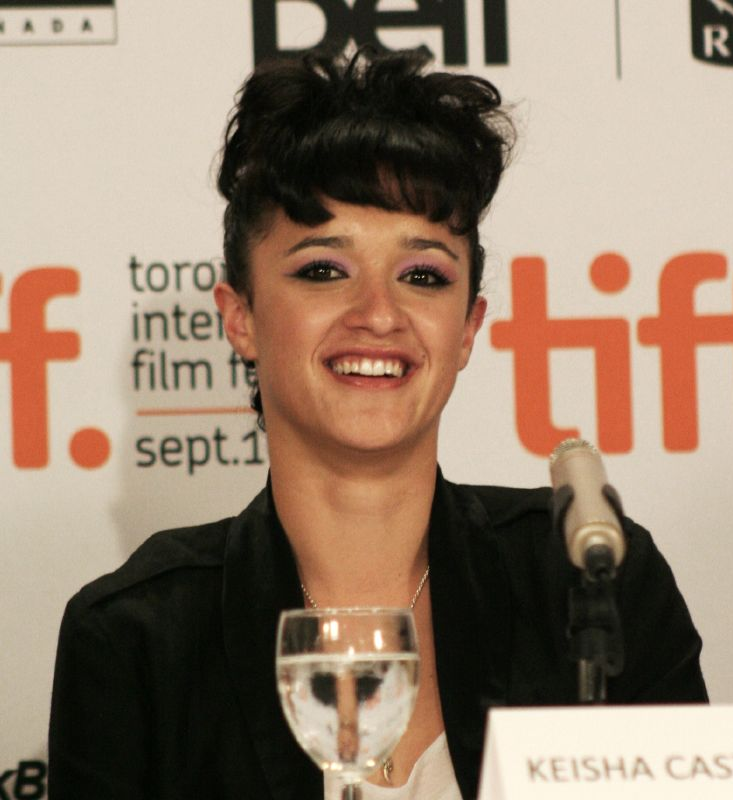
Keisha Castle-Hughes (* 1990)

- Castledine, Kitty (* 2002), britische Schauspielerin
- Castleman, A. Welford (1936–2017), US-amerikanischer Chemiker
- Castleman, Frank (1877–1946), US-amerikanischer Hürdenläufer und Sprinter
- Castles, Francis G. (* 1943), australisch-britischer Politikwissenschaftler und Hochschullehrer
- Castles, Jhey (* 1979), US-amerikanische Schauspielerin
- Castles, Neil (1934–2022), US-amerikanischer Automobilrenn- und Stuntfahrer
- Castlin, Kristi (* 1988), US-amerikanische Hürdenläuferin
- Castlo, Matondo (* 1993), deutscher Fernsehmoderator

### Castn
- Castner, Adalbert (1832–1907), deutscher Kunstgussunternehmer
- Castner, Daniela (* 1948), deutsche Psychologin und Autorin
- Castner, Elvira (1844–1923), deutsche Lehrerin, Zahnärztin und Frauenrechtlerin
- Castner, Hamilton (1858–1899), US-amerikanischer chemischer Industrieller
- Castner, Joseph C. (1869–1946), US-amerikanischer Offizier, Generalleutnant der US-Army
- Castner, Sigmund Hieronymus (1835–1919), deutscher Jurist und Verwaltungsbeamter
- Castner, Thilo (1935–2022), deutscher Schriftsteller

### Casto
- Casto, Ariel, argentinischer Poolbillardspieler
- Castoldi, Emilio (* 1961), deutscher Schauspieler, Hörspiel- und Synchronsprecher
- Castoldi, Jean-Jacques (1804–1871), Schweizer Politiker und Richter
- Caston, Rodney (* 1977), US-amerikanischer Comicautor
- Castonier, Elisabeth (1894–1975), deutsche Schriftstellerin
- Castor von Apt, Heiliger der katholischen Kirche
- Castor von Karden, Heiliger der katholischen KircheCastor von Karden

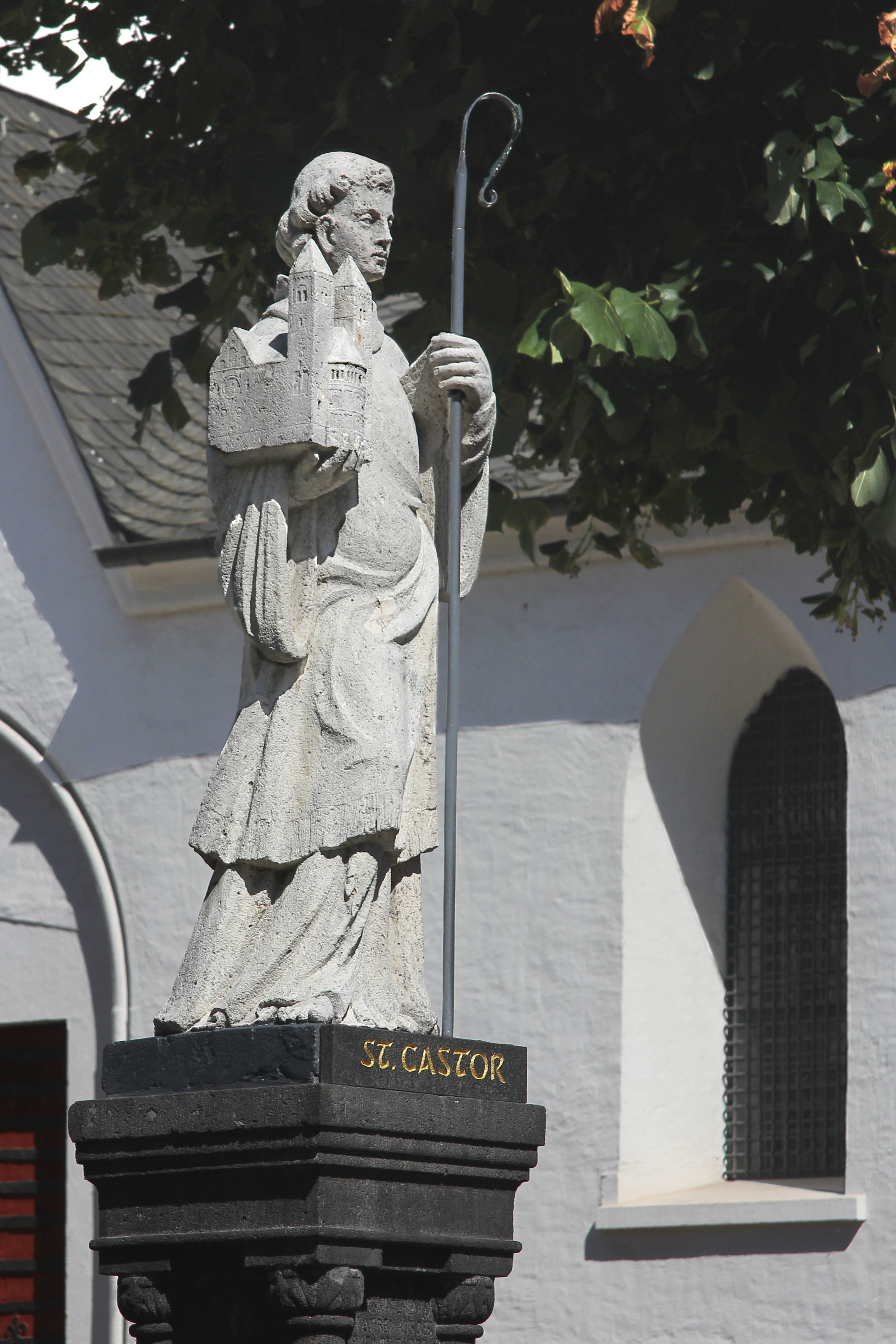
Castor von Karden

- Castor, George A. (1855–1906), US-amerikanischer Politiker
- Castor, Jean-Victor (* 1962), französischer Politiker
- Castor, Jimmy (1940–2012), US-amerikanischer R&B- und Funkmusiker
- Castor, Kathy (* 1966), US-amerikanische Politikerin
- Castor, Rainer (1961–2015), deutscher Science-Fiction-Autor
- Castorena, Francisco (1921–2008), mexikanischer Fußballspieler
- Castorf, Frank (* 1951), deutscher Regisseur und Intendant der Volksbühne BerlinFrank Castorf (* 1951)

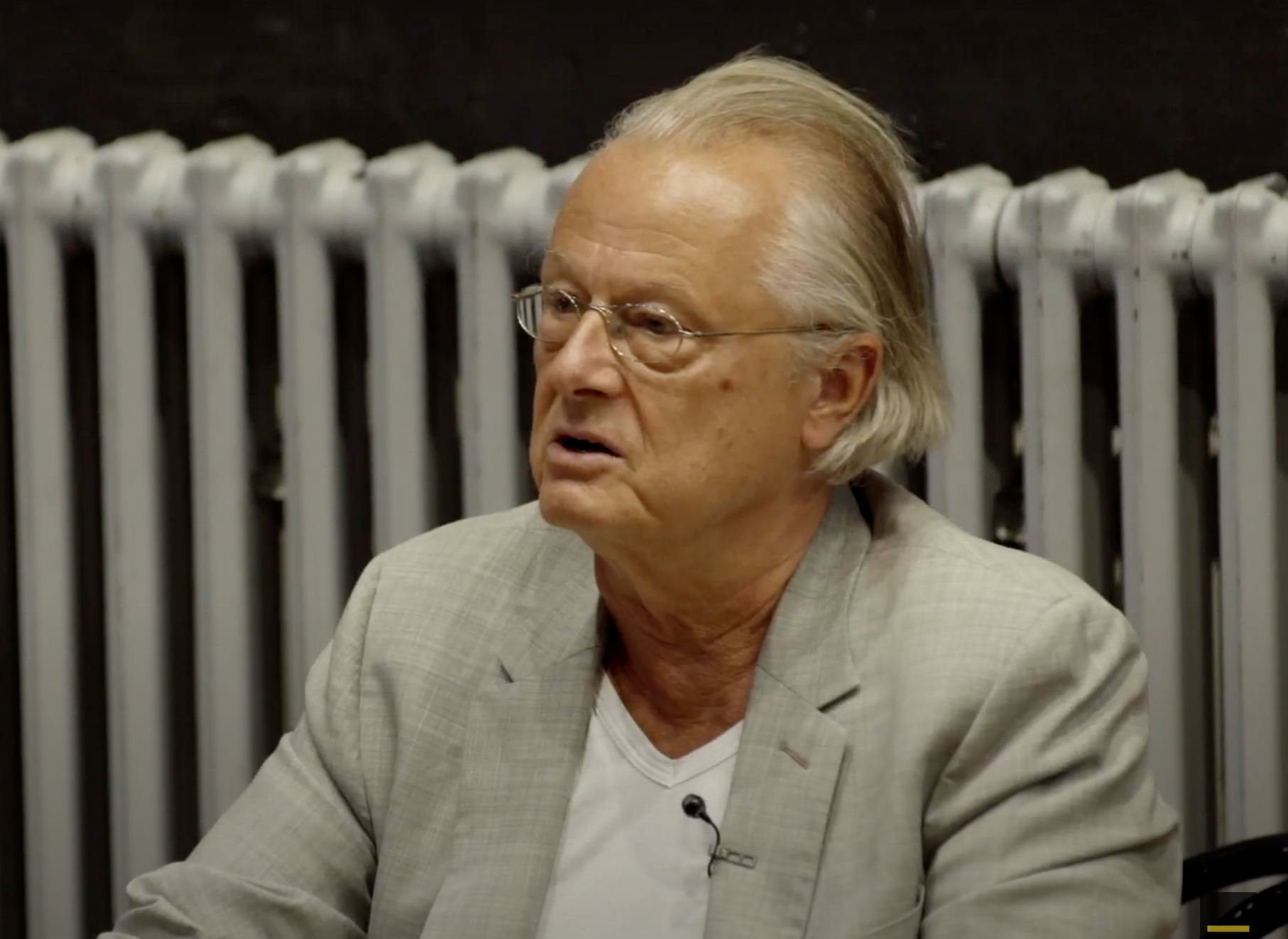
Frank Castorf (* 1951)

- Castori, Fabrizio (* 1954), italienischer Fußballtrainer
- Castoriadis, Cornelius (1922–1997), griechisch-französischer Psychoanalytiker, Jurist und Widerstandskämpfer
- Castorina, Vito (1910–1965), italienischer Komponist, Dirigent und Musikpädagoge
- Castorius, römischer Jurist
- Castoro, Michele (1952–2018), italienischer Geistlicher, römisch-katholischer Erzbischof von Manfredonia-Vieste-San Giovanni Rotondo
- Castorp, Heinrich († 1512), deutscher Kaufmann, Ratsherr und Bürgermeister der Hansestadt Lübeck
- Castorp, Hinrich († 1537), Ratsherr der Hansestadt Lübeck
- Castorp, Hinrich (1419–1488), Kaufmann und Bürgermeister der Hansestadt Lübeck

### Castr

#### Castra
- Castracane degli Antelminelli, Castruccio (1779–1852), italienischer Geistlicher und Kardinal der Römischen Kirche
- Castracane degli Antelminelli, Filippo (1851–1899), italienischer Geistlicher, Kurienerzbischof der römisch-katholischen Kirche
- Castracani, Castruccio (1281–1328), Herzog von Lucca
- Castrale, Costanzo (1850–1936), italienischer Geistlicher und römisch-katholischer Weihbischof in Turin

#### Castre
- Castrée, Geneviève (1981–2016), kanadische Comic-Zeichnerin, Illustratorin und Musikerin
- Castrejana, Carlota (* 1973), spanische Dreispringerin und Basketballspielerin
- Castrejón, Francisco (* 1946), mexikanischer Fußballtorwart und Torwarttrainer
- Castrellón Pizano, Camilo Fernando (* 1942), kolumbianischer Ordensgeistlicher und römisch-katholischer Bischof von Barrancabermeja
- Castrén, Arthur (1866–1946), finnischer Politiker, Mitglied des Reichstags und Minister
- Castrén, Kaarlo (1860–1938), finnischer Politiker
- Castrén, Matthias Alexander (1813–1852), finnischer Philologe
- Castrén, Urho (1886–1965), finnischer Politiker
- Castres, Edouard (1838–1902), Schweizer Maler
- Castresana, Ángel (* 1972), spanischer Radrennfahrer

#### Castri
- Castriani, Sérgio Eduardo (1954–2021), brasilianischer Ordensgeistlicher und römisch-katholischer Erzbischof von Manaus
- Castricianus, Bischof von Mailand, Heiliger
- Castricius Firmus, antiker römischer Philosoph
- Castricius Manilianus, Quintus, römischer Offizier (Kaiserzeit)
- Castricius Vetulus, Gaius, römischer Offizier (Kaiserzeit)
- Castricone, Claudio Pablo (* 1958), argentinischer römisch-katholischer Geistlicher, Weihbischof in Orán
- Castricum, Frits (1947–2011), niederländischer Politiker (PvdA), MdEP
- Castries, Christian Marie de (1902–1991), entstammt einer alten französischen AdelsfamilieChristian Marie de Castries (1902–1991)

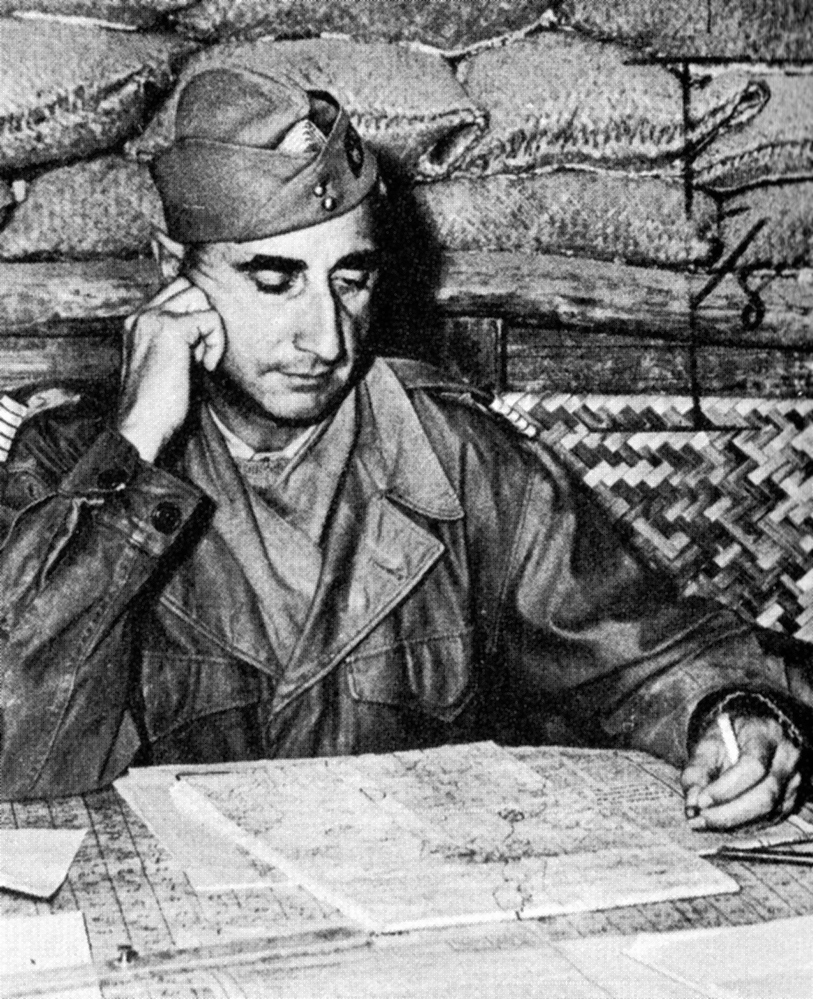
Christian Marie de Castries (1902–1991)

- Castries, Henri de (* 1954), französischer Manager, Vorstandsvorsitzender der AXA
- Castries, René de (1908–1986), französischer Historiker
- Castrillo, Pablo (* 2001), spanischer Radrennfahrer
- Castrillo, Roberto (* 1941), kubanischer Sportschütze
- Castrillón Hoyos, Darío (1929–2018), kolumbianischer Kurienkardinal
- Castrillón, Jaime (* 1983), kolumbianischer Fußballspieler
- Castriota, Samuel (1885–1932), argentinischer Tangopianist, Gitarrist, Bandleader und Komponist
- Castrischer, Stefan (* 1992), Schweizer Unihockeyspieler auf der Position des Verteidigers
- Castritius, Helmut (1941–2019), deutscher Althistoriker
- Castritius, Matthias († 1582), deutscher Rechtsgelehrter

#### Castro
- Castro Aguayo, Fernando José (* 1951), venezolanischer Geistlicher, römisch-katholischer Bischof von Margarita
- Castro Aguirol, Jesús (* 1908), mexikanischer Fußballspieler
- Castro Alves, Antônio de (1847–1871), brasilianischer Lyriker und Dramatiker sowie Abolitionist
- Castro Argiz, Ángel (1875–1956), Vater von Fidel, Raúl und Ramón Castro
- Castro Arrasco, Dante (* 1959), peruanischer Schriftsteller
- Castro Becerra, Jesús Antonio (1908–1991), kolumbianischer römisch-katholischer Geistlicher, Bischof von Palmira
- Castro Bergara, Mario (1931–2011), uruguayischer Musiker und Dichter
- Castro Canto e Melo, Domitília de (1797–1867), brasilianische HerzoginDomitília de Castro Canto e Melo (1797–1867)

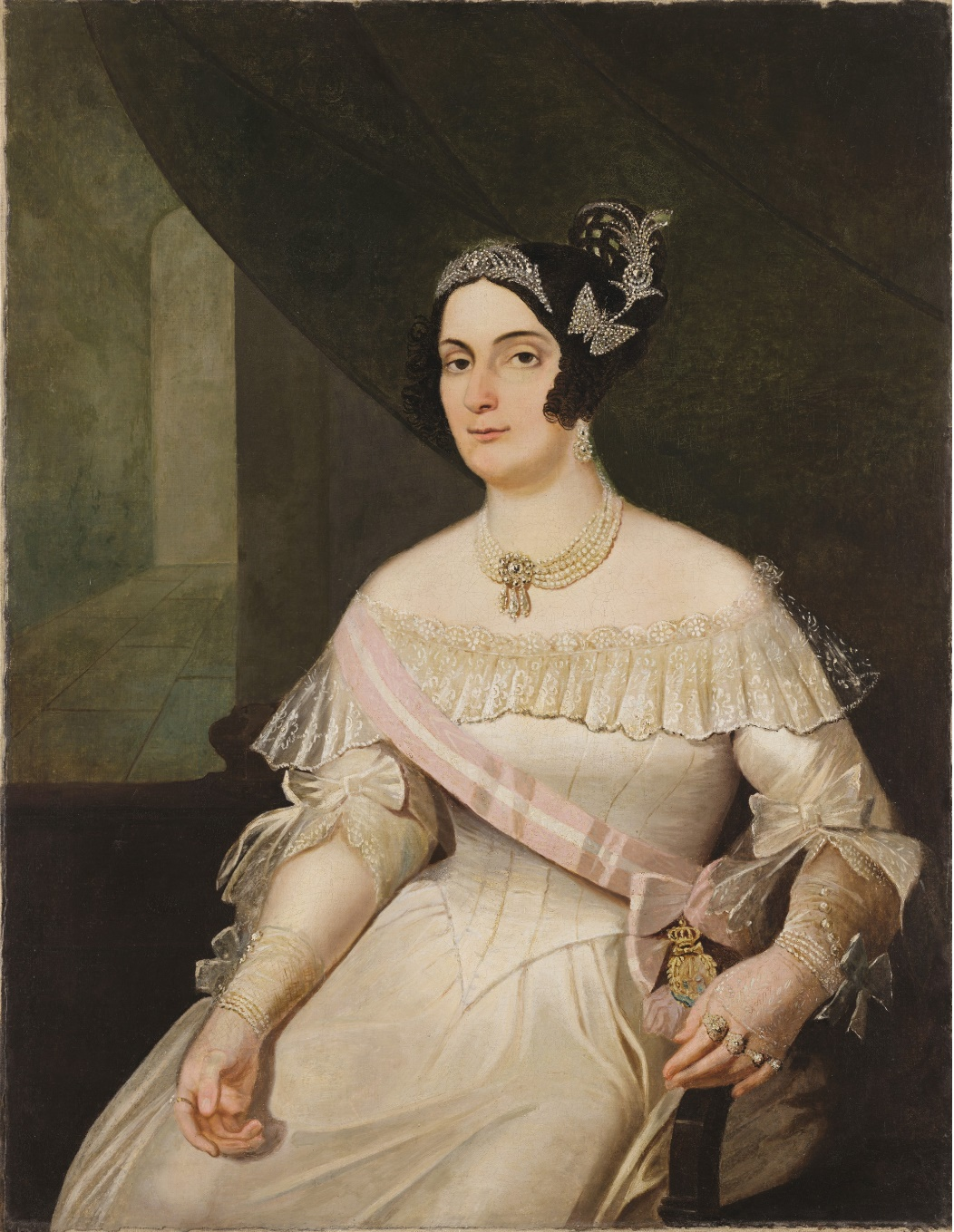
Domitília de Castro Canto e Melo (1797–1867)

- Castro Castro, Ramón (* 1956), mexikanischer Geistlicher, römisch-katholischer Bischof von Cuernavaca
- Castro Contreras, Julián (1805–1875), venezolanischer General und Präsident (1858–1859)
- Castro Díaz-Balart, Fidel (1949–2018), kubanischer Kernphysiker
- Castro Duret, Pablo, uruguayischer Fußballspieler
- Castro e Almeida, Eugénio de (1869–1944), portugiesischer Gelehrter, Dichter, Epiker, Dramatiker und Übersetzer
- Castro Echevería, Rodrigo (* 1937), costa-ricanischer Diplomat
- Castro Espín, Alejandro (* 1965), kubanischer Politiker und Militär
- Castro Fernández, Alejandro (* 1979), spanischer Fußballspieler und -trainer
- Castro Flores, Alejandro (* 1987), mexikanischer Fußballspieler
- Castro Galang, Jesus (1932–2004), philippinischer Geistlicher, katholischer Bischof
- Castro González, Jesús Antonio (1951–1993), spanischer Fußballspieler
- Castro González, José Antonio (* 1980), mexikanischer Fußballspieler
- Castro Herrera, Ricardo (1864–1907), mexikanischer Komponist und Pianist
- Castro Homem, Edson de (* 1949), brasilianischer Geistlicher und römisch-katholischer Bischof von Iguatu
- Castro Jijón, Ramón (1915–1984), ecuadorianischer Konteradmiral und Vorsitzender der Militärjunta
- Castro Jiménez, Héctor Eduardo (* 1976), mexikanischer Fußballspieler
- Castro Lalupú, Francisco (* 1973), peruanischer römisch-katholischer Geistlicher, Weihbischof in Trujillo
- Castro Leal, Antonio (1896–1981), mexikanischer Rechts- und Literaturwissenschaftler, Diplomat und Rektor der Universidad Autónoma de México
- Castro Madriz, José María (1818–1892), Präsident von Costa Rica
- Castro Marques, Iziane (* 1982), brasilianische Basketballspielerin
- Castro Marte, Jesús (* 1966), dominikanischer Geistlicher, römisch-katholischer Bischof von Nuestra Señora de la Altagracia en Higüey
- Castro Medellín, José Luis (1938–2020), mexikanischer Ordensgeistlicher, römisch-katholischer Bischof von Tacámbaro
- Castro Monteiro, Ananias Eloi (1989–2016), brasilianischer Fußballspieler
- Castro Muñoz, Miguel Ángel (* 1970), mexikanischer Geistlicher, römisch-katholischer Bischof von Huajuapan de León
- Castro Osório, Ana de (1872–1935), portugiesische Schriftstellerin, Journalistin, Feministin und republikanische Aktivistin
- Castro Pacheco, Fernando (1918–2013), mexikanischer Maler und Grafiker
- Castro Peña, Francisco Javier (* 1996), spanischer Handballspieler
- Castro Pereira, Luiz de (1768–1822), portugiesischer Ordensgeistlicher, Prälat von Cuiabá
- Castro Pereira, Rodrigo de (1887–1983), portugiesischer Tennisspieler
- Castro Pinto, Ricardo (1916–2011), peruanischer Musiker, Komponist, Schauspieler, Tänzer und Liedersammler
- Castro Quiroga, Luis Augusto (1942–2022), kolumbianischer Ordensgeistlicher, römisch-katholischer Erzbischof von Tunja
- Castro Reynoso, Francisco de Paula (* 1968), mexikanischer Botschafter
- Castro Rojas, Juan Miguel (* 1966), costa-ricanischer Geistlicher, römisch-katholischer Bischof von San Isidro de El General
- Castro Ruiz, Manuel (1918–2008), mexikanischer Geistlicher, römisch-katholischer Erzbischof von Yucatán, Mexiko
- Castro Ruz, Ramón (1924–2016), kubanischer Farmer und Agrarpolitiker; älterer Bruder von Fidel und Raúl Castro
- Castro Spikula, Sergio de (1930–2024), chilenischer Nationalökonom und Politiker
- Castro Toovey, Cristián (* 1969), chilenischer römisch-katholischer Geistlicher, Bischof von Santa Maria de Los Ángeles
- Castro Valle, Alfonso (1914–1989), mexikanischer Botschafter
- Castro Varela, María do Mar (* 1964), spanische Erziehungs- und Politikwissenschaftlerin und ProfessorinMaría do Mar Castro Varela (* 1964)

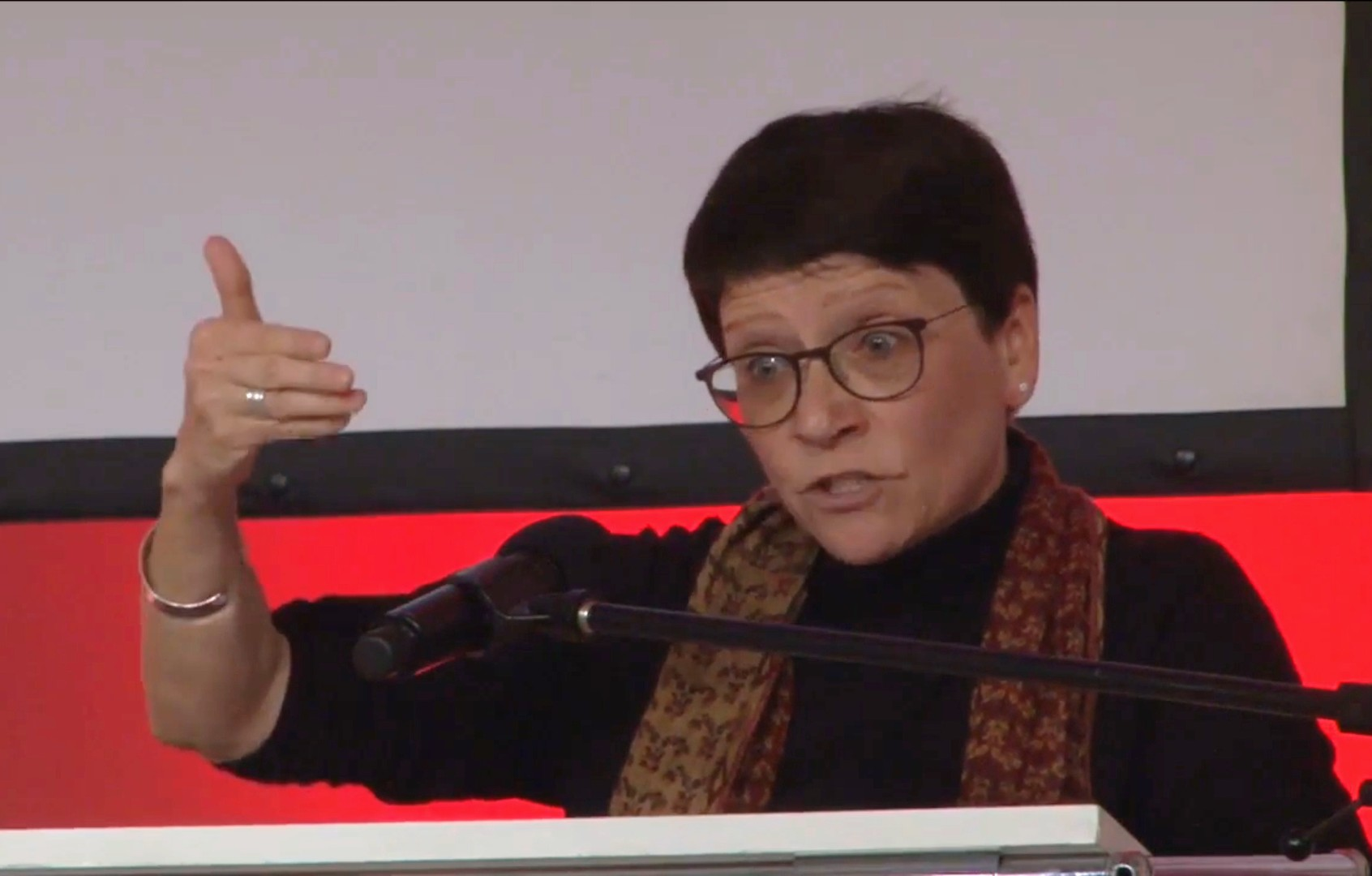
María do Mar Castro Varela (* 1964)

- Castro Xavier Monteiro, António de (1919–2000), portugiesischer Geistlicher und Bischof von Lamego (1972–1995)
- Castro y Alonso, Manuel de (1864–1944), spanischer Erzbischof
- Castro y Bravo, Federico de (1903–1983), spanischer Jurist und Richter am Internationalen Gerichtshof
- Castro y Casaléiz, Antonio de (1856–1918), spanischer Diplomat
- Castro y Figueroa, Pedro de (1678–1741), Vizekönig von Neuspanien
- Castro Zunino, Michela (* 2006), peruanische Tennisspielerin
- Castro, Adam-Troy (* 1960), US-amerikanischer Horror- und Science-Fiction-Autor
- Castro, Adri (* 1998), spanischer Fußballspieler
- Castro, Adrian (* 1990), polnischer Rollstuhlfechter
- Castro, Afonso de (1824–1885), portugiesischer Offizier, Journalist, Diplomat und Kolonialverwalter
- Castro, Alberto Osório de (1868–1946), portugiesischer Lyriker, Journalist und Jurist
- Castro, Alexandre (* 1970), französischer Fußballschiedsrichter
- Castro, Alexis (* 1980), kolumbianischer Radrennfahrer
- Castro, Alfonso de (1495–1558), Theologen-Jurist der spanischen Spätscholastik oder Schule von Salamanca
- Castro, Alfredo (* 1955), chilenischer Theaterregisseur, Drehbuchautor sowie Theater-, Fernseh- und Filmschauspieler
- Castro, Álvaro (* 1950), brasilianischer Schriftsteller
- Castro, Álvaro de (1878–1928), portugiesischer Militär und Politiker aus der Zeit der ersten Republik
- Castro, Álvaro Fiúza de (* 1889), brasilianischer Generalmajor
- Castro, Américo (1885–1972), spanischer Literaturhistoriker, -wissenschaftler, -kritiker, Hochschullehrer und Diplomat
- Castro, André (* 1988), portugiesischer Fußballspieler
- Castro, António de (1707–1743), portugiesischer römisch-katholischer Bischof von Malakka
- Castro, Ariel (1960–2013), US-amerikanischer Entführer und Vergewaltiger
- Castro, Arles (* 1979), kolumbianischer Bahn- und Straßenradrennfahrer
- Castro, Armando (* 1983), honduranischer Fußballschiedsrichter
- Castro, Aurora Teixeira de (1891–1938), portugiesische Notarin, Rechtsanwältin, Autorin und Frauenrechtlerin
- Castro, Bárbara (* 1975), chilenische Tennisspielerin
- Castro, Benedictus de († 1684), Arzt, Autor und Gemeindeführer
- Castro, Carlos, nicaraguanischer Poolbillardspieler
- Castro, Carlos (1945–2011), portugiesischer Journalist, Schriftsteller und Aktivist für Homosexuellenrechte
- Castro, Carlos De (1979–2015), uruguayischer Fußballspieler
- Castro, Casimiro (1826–1889), mexikanischer Maler und Lithograf
- Castro, César (* 1982), brasilianischer Wasserspringer
- Castro, Chory (* 1984), uruguayischer Fußballspieler
- Castro, Cipriano (1859–1924), Präsident Venezuelas
- Castro, Cláudio (* 1979), brasilianischer Politiker (Partido Social Cristão, Partido Liberal)
- Castro, Daniel (* 1994), chilenischer Fußballspieler
- Castro, Diego (* 1961), chilenischer Fußballspieler
- Castro, Diego (* 1972), deutsch-spanischer konzeptueller- und Performancekünstler
- Castro, Diego (* 1982), spanischer Fußballspieler
- Castro, Dionísio (* 1963), portugiesischer Langstreckenläufer
- Castro, Domingos (* 1963), portugiesischer Leichtathlet
- Castro, Eduardo (* 1954), mexikanischer Mittel- und Langstreckenläufer
- Castro, Eduardo Viveiros de (* 1951), brasilianischer AnthropologeEduardo Viveiros de Castro (* 1951)

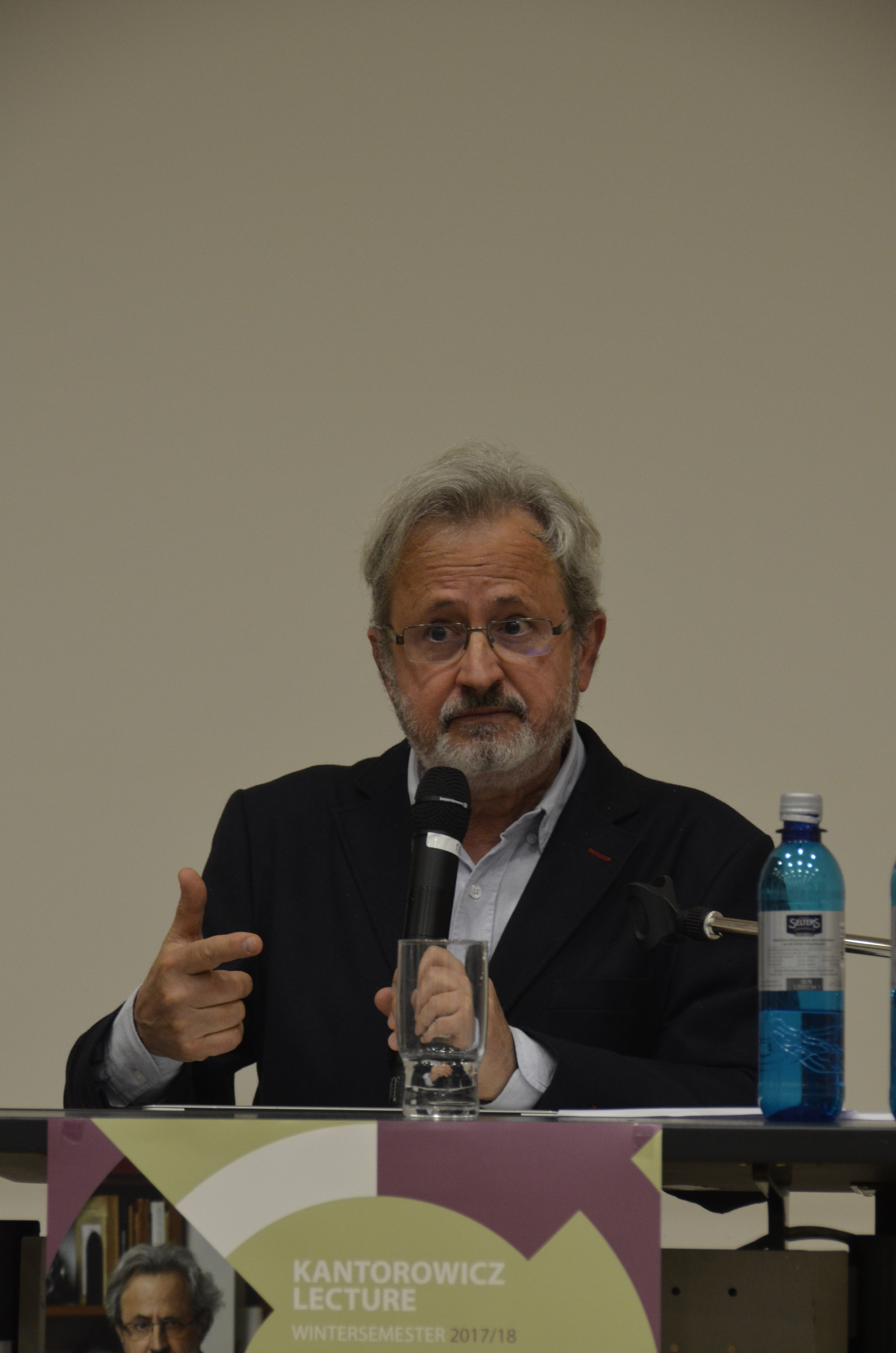
Eduardo Viveiros de Castro (* 1951)

- Castro, Emiliano (* 1990), uruguayischer Fußballspieler
- Castro, Emilio (1927–2013), uruguayischer methodistischer Theologe
- Castro, Emmanuelle, französische Filmeditorin
- Castro, Érico (* 1992), portugiesisch-angolanischer Fußballspieler
- Castro, Estrellita (1908–1983), spanische Sängerin und Schauspielerin
- Castro, Evanivaldo (* 1948), brasilianischer Fußballspieler
- Castro, Facundo (* 1995), uruguayischer Fußballspieler
- Castro, Fernanda de (1900–1994), portugiesische Schriftstellerin, Dichterin und Übersetzerin
- Castro, Fidel († 2016), kubanischer StaatspräsidentFidel Castro († 2016)

Fidel Castro († 2016)

- Castro, Francisco (* 1990), chilenischer Fußballspieler
- Castro, Francisco José de, italienischer Komponist des Barock spanischer Herkunft
- Castro, Gabriel Pereira de (1571–1632), portugiesischer Jurist, Geistlicher und Schriftsteller
- Castro, Gail (* 1957), US-amerikanische Volleyball- und Beachvolleyballspielerin
- Castro, Glaiza de (* 1988), philippinische Schauspielerin und Sängerin
- Castro, Gloria, kolumbianische Balletttänzerin und -lehrerin
- Castro, Gonçalo Pereira Pimenta de (1868–1952), portugiesischer Offizier und Kolonialverwalter
- Castro, Gonzalo (* 1987), deutsch-spanischer Fußballspieler
- Castro, Guillén de (1569–1631), spanischer Dramatiker
- Castro, Héctor (1904–1960), uruguayischer Fußballspieler und Fußballtrainer
- Castro, Hedme (* 1959), honduranische Menschenrechtsverteidigerin
- Castro, Herbert de (1905–1969), panamaischer Komponist und Dirigent
- Castro, Ibsen Henrique de (1938–2020), brasilianischer Politiker
- Castro, Inês de († 1355), kastilische AdligeInês de Castro († 1355)

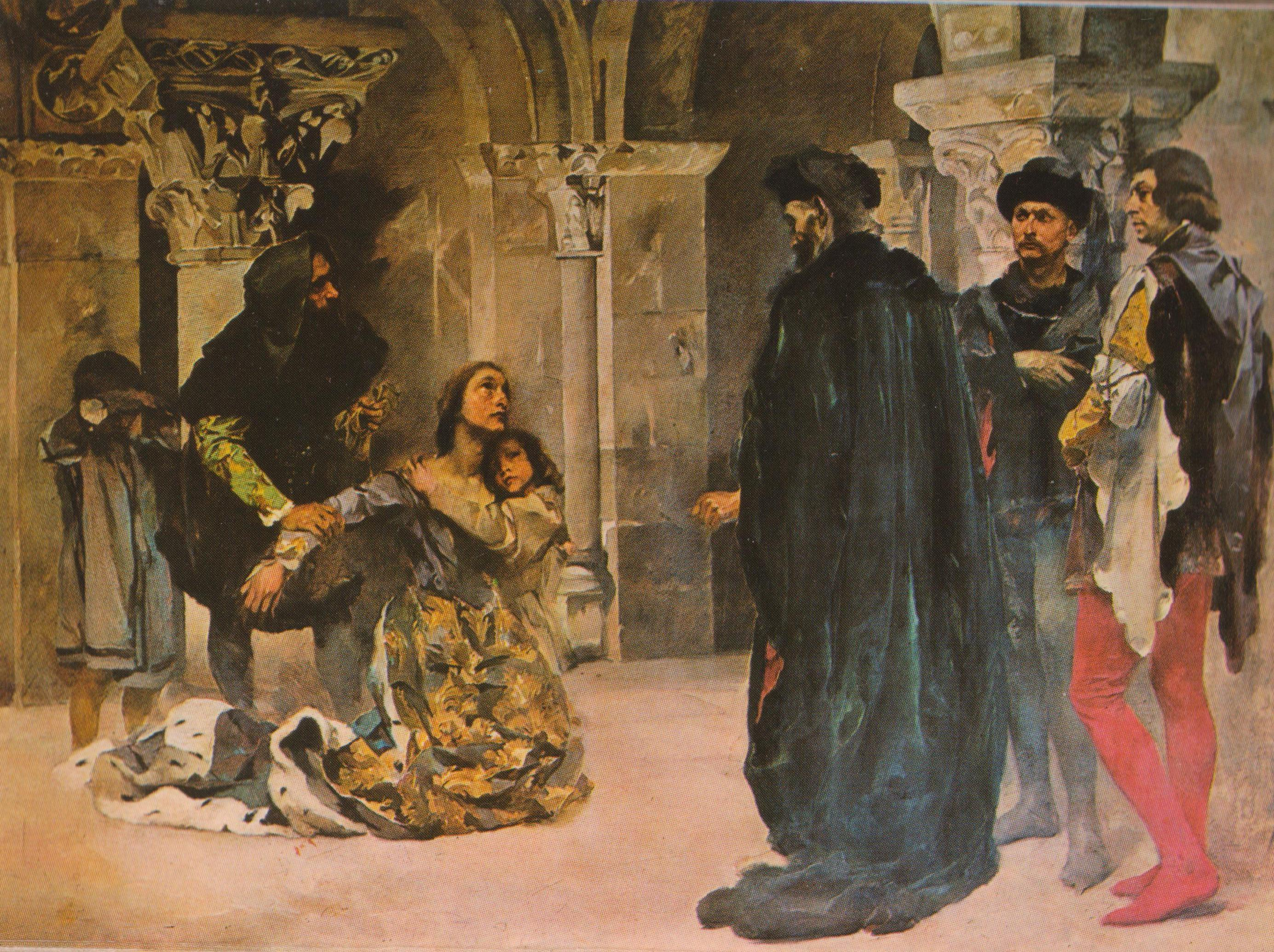
Inês de Castro († 1355)

- Castro, Inés de (* 1968), argentinisch-deutsche Archäologin, Ethnologin und Museumsleiterin
- Castro, Isaak Orobio de († 1687), Arzt, Philosoph und Schriftsteller
- Castro, Isabel de (1931–2005), portugiesische Schauspielerin
- Castro, Israel (* 1980), mexikanischer Fußballspieler
- Castro, Itziar (1977–2023), spanische Schauspielerin, Filmproduzentin und Regisseurin
- Castro, João de (1500–1548), portugiesischer Kolonialverwalter und Seefahrer. 4. Vize-König von Portugiesisch-Indien
- Castro, Joaquín (* 1974), US-amerikanischer Politiker der Demokratischen Partei
- Castro, Joe (1927–2009), US-amerikanischer Jazz-Pianist und Bandleader
- Castro, Jon de (* 2000), deutscher E-Sportler
- Castro, Jorge Fernando (* 1967), argentinischer Boxer
- Castro, José (1808–1860), mexikanischer Gouverneur
- Castro, José (* 2001), chilenischer Fußballspieler
- Castro, José Barbosa de (1858–1920), portugiesischer Jurist
- Castro, José de (1868–1929), portugiesischer Rechtsanwalt, Journalist und Politiker
- Castro, José Hamilton de (* 1961), brasilianischer römisch-katholischer Geistlicher und Bischof von Almenara
- Castro, José Luciano de (1834–1914), portugiesischer Politiker
- Castro, José María (1892–1964), argentinischer Komponist und Cellist
- Castro, José Maria Ferreira de (1898–1974), portugiesischer Schriftsteller und Journalist
- Castro, José Ribeiro e (* 1953), portugiesischer Jurist und Politiker, MdEP
- Castro, Josué de (1908–1973), brasilianischer Arzt, Schriftsteller und Kämpfer gegen Hunger
- Castro, Juan de (1431–1506), italienischer Kardinal der Römischen Kirche
- Castro, Juan José (1895–1968), argentinischer Dirigent und Komponist
- Castro, Juanita (1933–2023), kubanisch-US-amerikanische Autorin, CIA-Agentin, Schwester von Fidel und Raúl Castro
- Castro, Julián (* 1974), US-amerikanischer Politiker
- Castro, Julio César (1928–2003), uruguayischer Komiker und Erzähler
- Castro, Katerin (* 1991), kolumbianische Fußballspielerin
- Castro, Lenny (* 1956), US-amerikanischer Perkussionist und Session-Musiker
- Castro, Léon (* 1884), Rechtsanwalt und Politiker in Ägypten
- Castro, León Cortés (1882–1946), costa-ricanischer Politiker
- Castro, Lourdes (1930–2022), portugiesische Künstlerin
- Castro, Lucas (* 1989), argentinischer Fußballspieler
- Castro, Lúcio de (1910–2004), brasilianischer Stabhochspringer und Speerwerfer
- Castro, Luis (1921–2002), uruguayischer Fußballspieler
- Castro, Luís (* 1961), portugiesischer Fußballspieler und FußballtrainerLuís Castro (* 1961)

Luís Castro (* 1961)

- Castro, Luís (* 1991), puerto-ricanischer Leichtathlet
- Castro, Luz Mariana (* 1997), mexikanische Speerwerferin
- Castro, Manolo, kubanischer Jazz-Saxophonist
- Castro, Manuel (* 1923), mexikanischer Wasserballspieler
- Castro, Manuel (* 1995), uruguayischer Fußballspieler
- Castro, Manuel Leonís de, portugiesischer Gouverneur von Portugiesisch-Timor
- Castro, Marcel Trocoli (* 1982), deutscher Journalist und Dokumentarfilmer
- Castro, Margaret (* 1959), US-amerikanische Judoka
- Castro, Mariela (* 1962), kubanische Direktorin des Nationalen Zentrums für sexuelle Aufklärung KubasMariela Castro (* 1962)

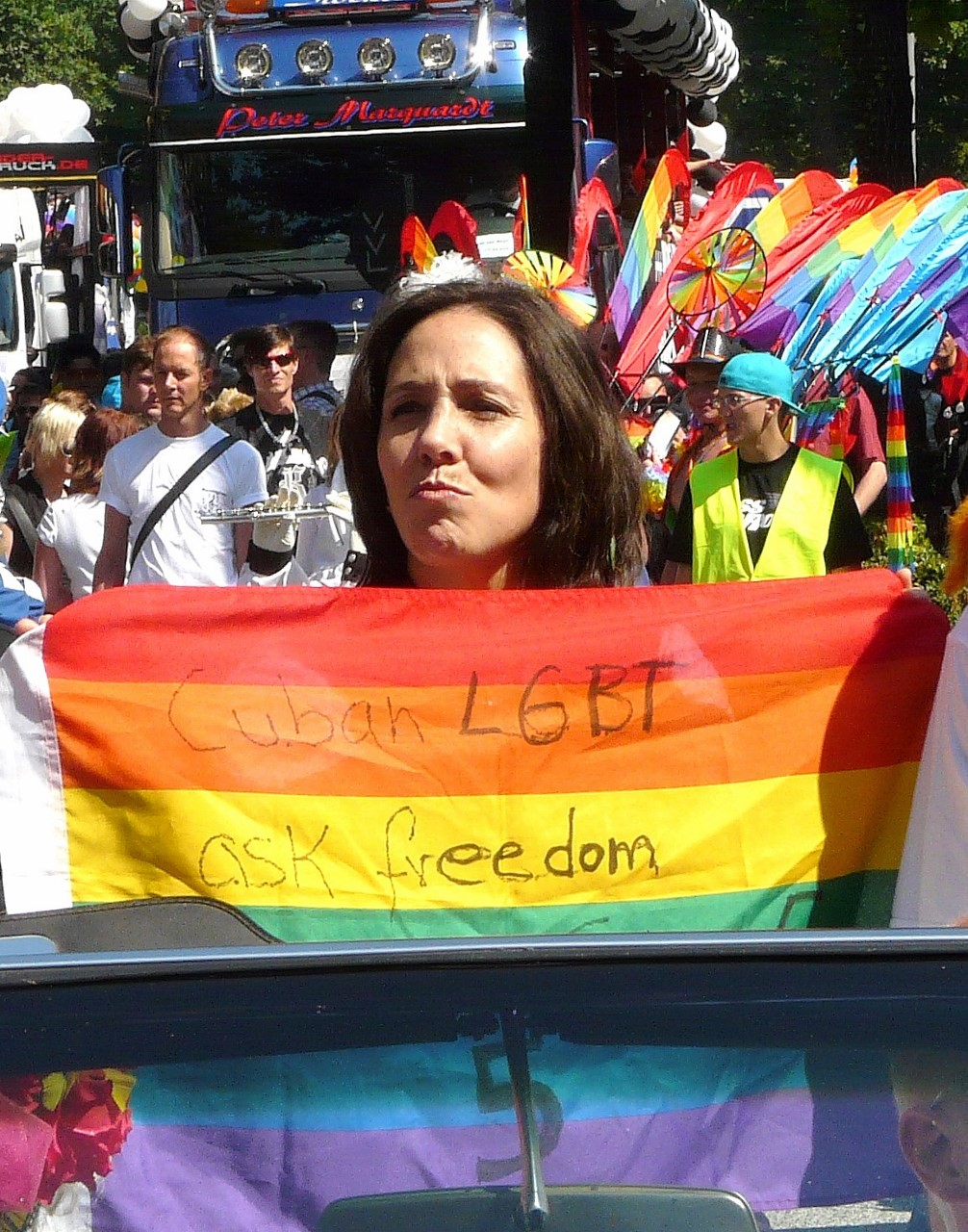
Mariela Castro (* 1962)

- Castro, Mario (1923–1983), chilenischer Fußballspieler
- Castro, Marta (* 2003), portugiesische Mittelstreckenläuferin
- Castro, Mary Garcia, brasilianische Soziologin
- Castro, Matías (* 1991), argentinischer Fußballspieler
- Castro, Melchor Cob (* 1968), mexikanischer Boxer im Halbfliegengewicht
- Castro, Miguel (* 1969), US-amerikanischer Informatiker
- Castro, Miguel Ángel de (* 1970), spanischer Autorennfahrer
- Castro, Milton de (* 1954), brasilianischer Sprinter
- Castro, Nahomy (* 2005), kolumbianische Sprinterin
- Castro, Nei Leandro de (* 1940), brasilianischer Schriftsteller
- Castro, Nicolás (* 2000), argentinischer Fußballspieler
- Castro, Nicole (* 1984), australisch-französische Basketballspielerin
- Castro, Niklas (* 1996), norwegisch-chilenischer Fußballspieler
- Castro, Noli de (* 1949), philippinischer Politiker, Radio- und Fernsehmoderator
- Castro, Óscar Padula (* 1993), uruguayischer Fußballspieler
- Castro, Osvaldo (* 1947), chilenischer Fußballspieler
- Castro, Pablo Nascimento (* 1991), brasilianischer Fußballspieler
- Castro, Pacifico (1932–2001), philippinischer Diplomat
- Castro, Paul de (1882–1940), französischer Maler des Postimpressionismus
- Castro, Paulus de († 1441), italienischer Rechtsgelehrter
- Castro, Pilar (* 1970), spanische Schauspielerin
- Castro, Públia Hortênsia de (1548–1585), portugiesische Humanistin, Lyrikerin, Ordensschwester
- Castro, Raquel (* 1994), US-amerikanische Schauspielerin
- Castro, Raúl (* 1919), uruguayischer Schwimmer und Wasserballspieler
- Castro, Raúl (* 1931), kubanischer Politiker und Staatschef, ehemaliger RevolutionärRaúl Castro (* 1931)

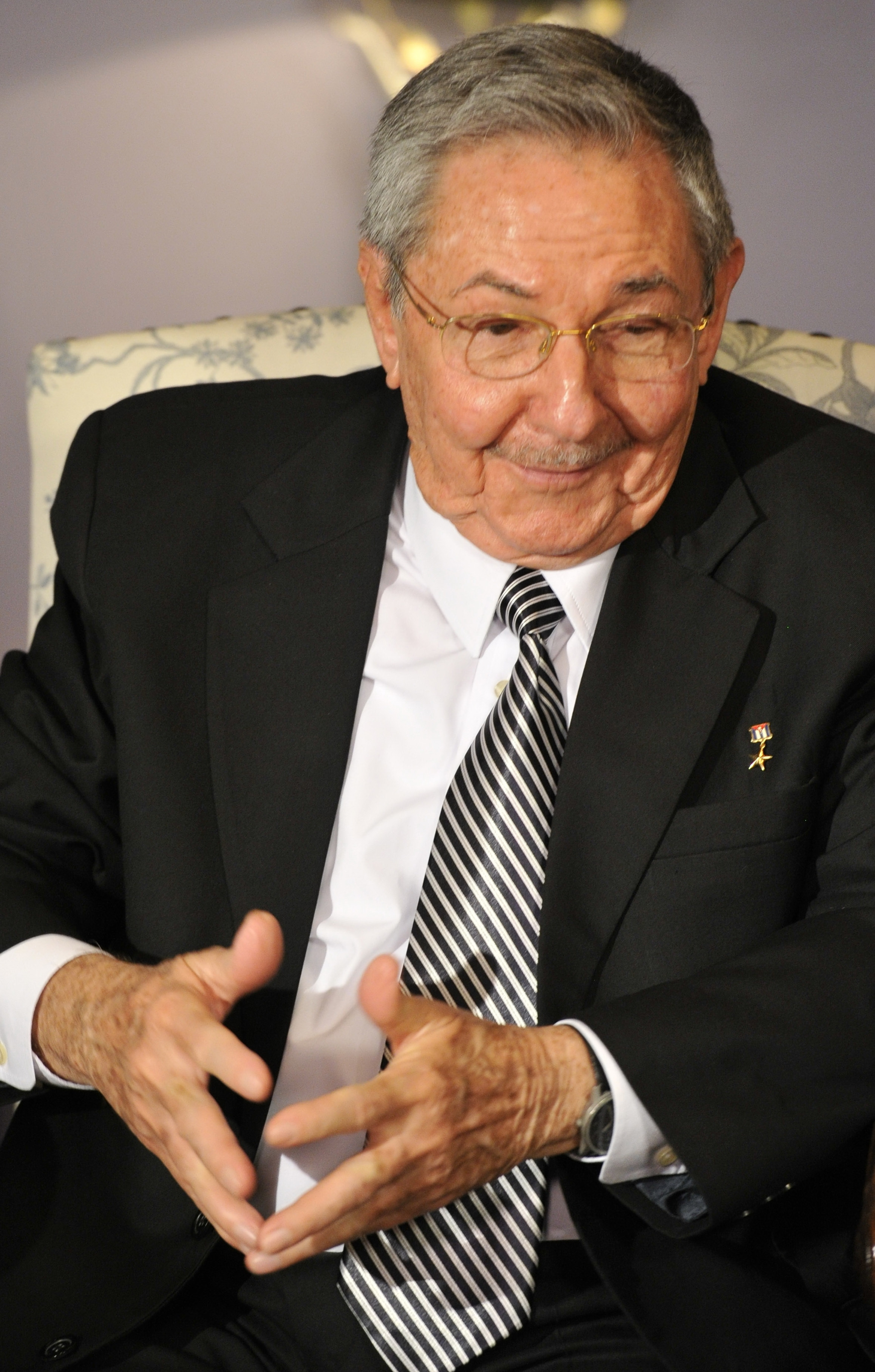
Raúl Castro (* 1931)

- Castro, Raul Hector (1916–2015), US-amerikanischer Politiker und Diplomat
- Castro, Ricardo (* 1964), brasilianischer Konzertpianist und Lehrer an der Musikhochschule Lausanne
- Castro, Roberto, argentinischer Pianist und Musikpädagoge
- Castro, Rodrigo de († 1627), portugiesischer Arzt und Autor
- Castro, Rosalía de (1837–1885), spanische Schriftstellerin und Lyrikerin
- Castro, Rubén (* 1981), spanischer Fußballspieler
- Castro, Ruy (* 1948), brasilianischer Journalist und Autor
- Castro, Saleta (* 1987), spanische Triathletin
- Castro, Santiago (* 2004), argentinischer Fußballspieler
- Castro, Sebastian (* 1972), deutscher Autor, Aktivist und Künstler
- Castro, Sergio de (1922–2012), argentinisch-französischer Maler
- Castro, Sheilla (* 1983), brasilianische Volleyballspielerin
- Castro, Starlin (* 1990), dominikanischer Baseballspieler
- Castro, Tommy (* 1955), US-amerikanischer Musiker, Rock- und Blues-Gitarrist
- Castro, Tonita († 2016), US-amerikanische Nachrichtensprecherin und Schauspielerin mexikanischer Herkunft
- Castro, Valdir José de (* 1961), brasilianischer römisch-katholischer Ordensgeistlicher und Bischof von Campo Limpo
- Castro, Verónica (* 1952), mexikanische Schauspielerin, Sängerin und ModeratorinVerónica Castro (* 1952)

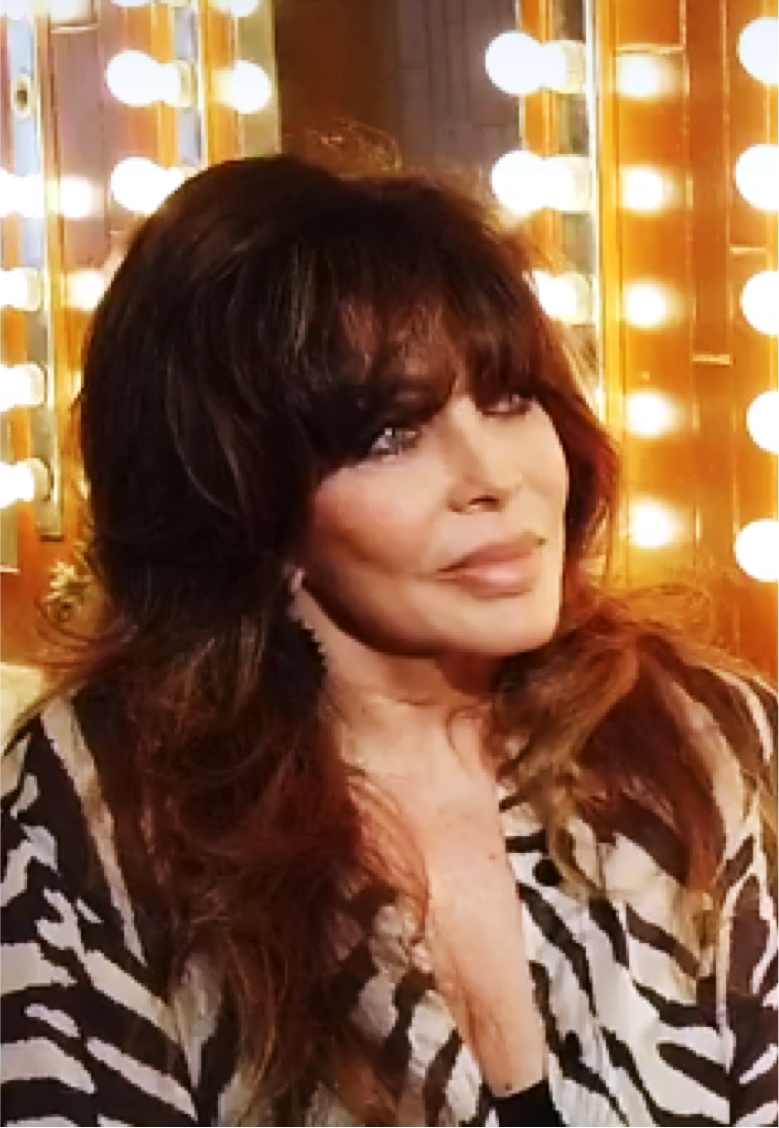
Verónica Castro (* 1952)

- Castro, Verónica (* 1979), spanische Turnerin
- Castro, Vincenzo Maria (1735–1800), italienischer Geistlicher, römisch-katholischer Bischof von Umbriatico und Castellaneta
- Castro, Washington (1909–2004), argentinischer Komponist, Dirigent und Cellist
- Castro, William (* 1962), uruguayischer Fußballspieler
- Castro, Xiomara (* 1959), honduranische PolitikerinXiomara Castro (* 1959)

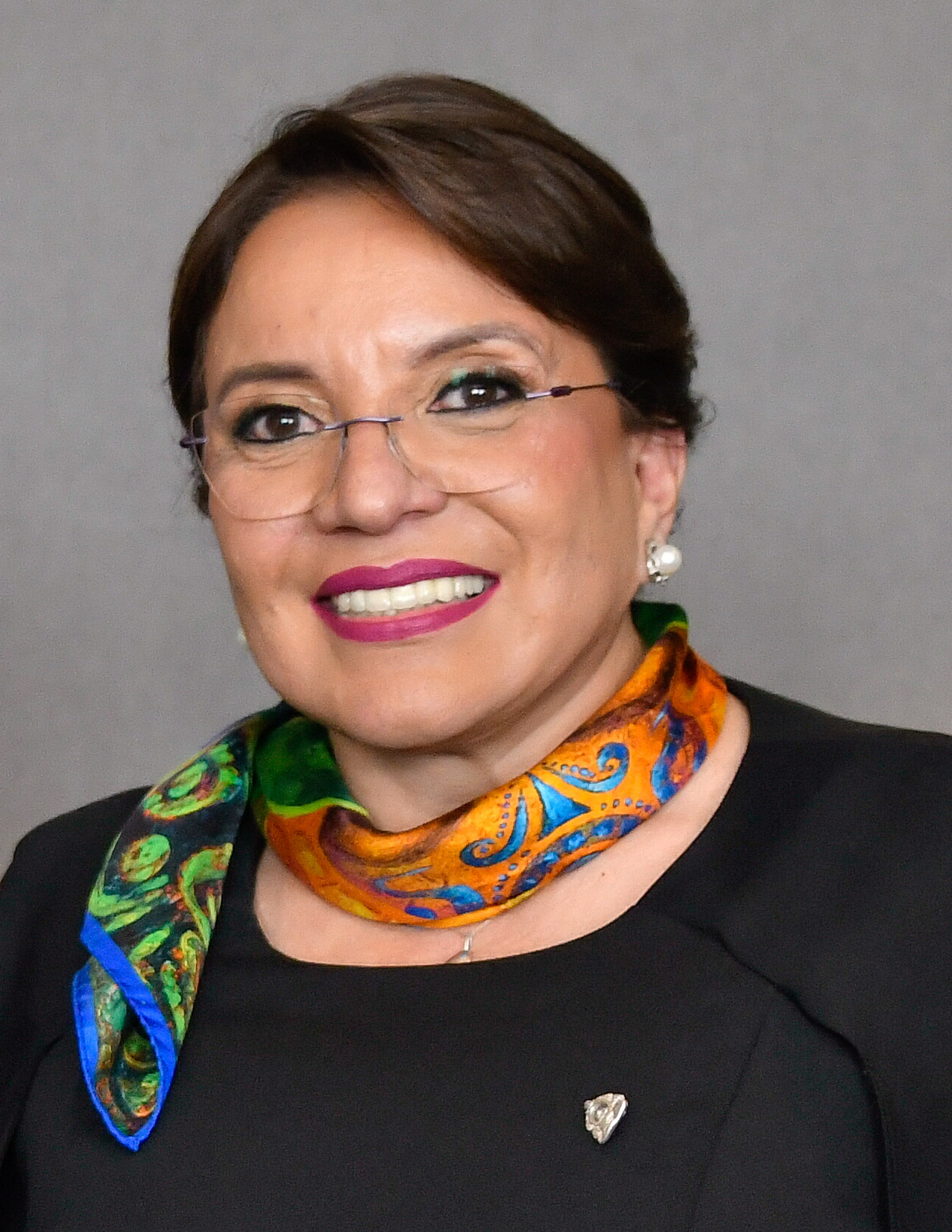
Xiomara Castro (* 1959)

- Castro, Yeda Pessoa de, brasilianische Ethnolinguistin
- Castro, Zanoni Demettino (* 1962), brasilianischer Geistlicher, römisch-katholischer Erzbischof von Feira de Santana
- Castro, Zé (* 1983), portugiesischer Fußballspieler
- Castro-Balbi, Jesús (* 1970), peruanischer Cellist und Musikpädagoge
- Castro-Gómez, Santiago (* 1958), kolumbianischer Philosoph
- Castro-Kelly, Angelita (1942–2015), philippinische Physikerin
- Castro-Montes, Alessio (* 1997), belgischer Fußballspieler
- Castro-Neves, Oscar (1940–2013), brasilianischer Musiker
- Castro-Tello, Sebastian (* 1987), schwedischer Fußballspieler
- Castro-Valle Kuehne, Jorge (* 1953), mexikanischer Botschafter
- Castrogiovanni, William, US-amerikanischer Theater- und Filmschauspieler
- Castronari, Gisela (* 1955), deutsche Filmeditorin
- Castronari, Mario (* 1954), britischer Bassist
- Castroneves, Hélio (* 1975), brasilianischer AutomobilrennfahrerHélio Castroneves (* 1975)

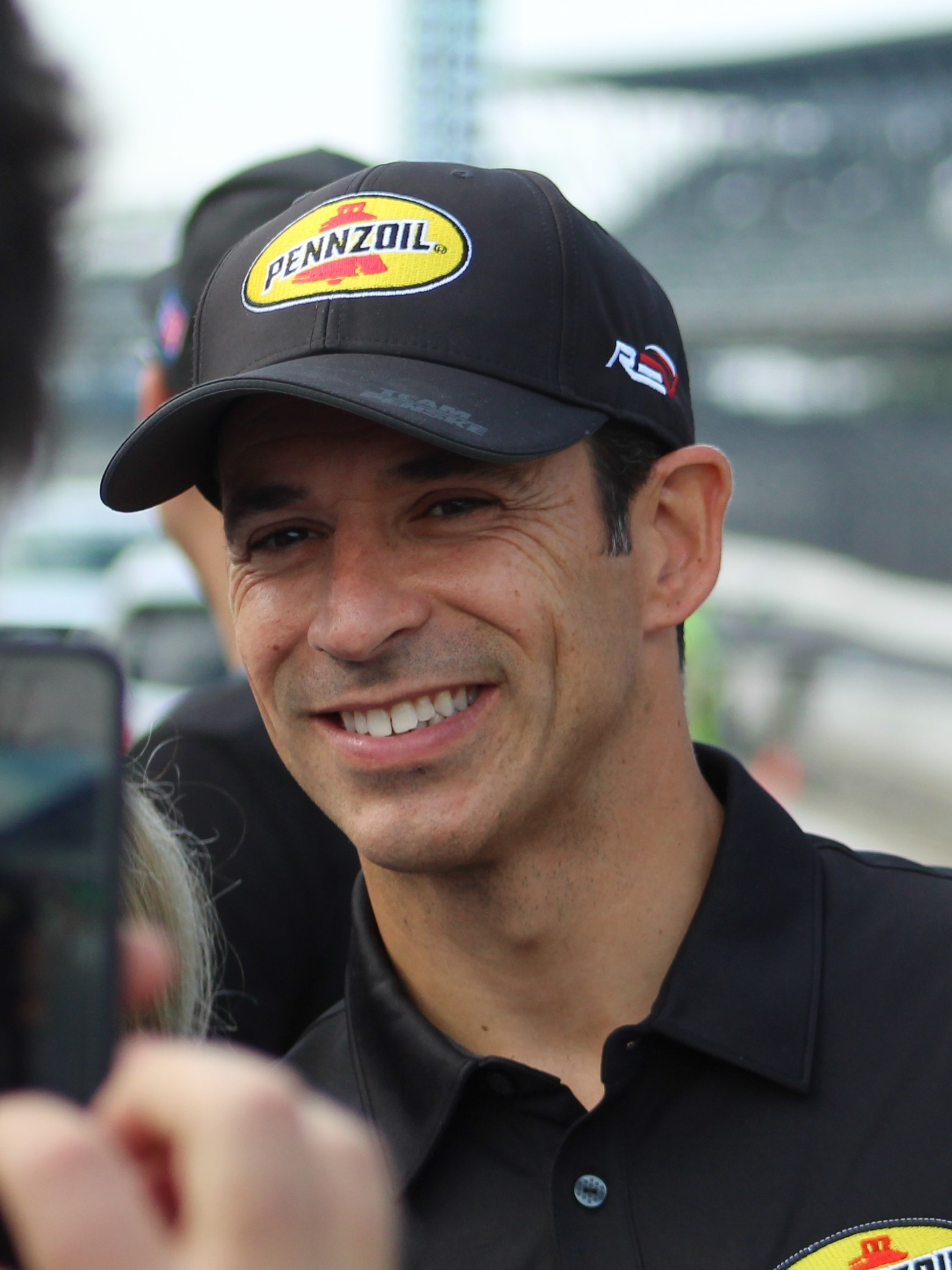
Hélio Castroneves (* 1975)

- Castronovo, Charles (* 1975), US-amerikanischer Opernsänger (Tenor)
- Castronovo, Raúl (* 1949), argentinischer Fußballspieler
- Castronuovo, Ferruccio (1940–2022), italienischer Kameramann und Fernsehregisseur
- Castrop, Jens (* 2003), deutsch-südkoreanischer Fußballspieler
- Castroviejo, Jonathan (* 1987), spanischer Straßenradrennfahrer
- Castroviejo-Fisher, Santiago (* 1979), spanischer Biologe und Herpetologe
- Castrovilli, Gaetano (* 1997), italienischer Fußballspieler

#### Castru
- Castrucci, Giovanni Battista (1541–1595), italienischer Kardinal
- Castrucci, Pietro (1679–1752), italienischer Violinist und Komponist

#### Castry
- Castryck, Titouan (* 2004), französischer Kanute

### Castu
- Castulus Riedl (1701–1783), deutscher Ingenieurgeograph, Geodät, Kartograf, Wasserbau- und Straßenplaner

### Casty
- Casty, Elfie († 2014), Schweizer Autorin von Kochbüchern
- Casty, Gian (1914–1979), Schweizer Maler, Illustrator und Glasmaler